# Sao
Sao (tiếng Anh: star), Ngôi sao, Vì sao hay Hằng tinh (chữ Hán: 恒星) là một thiên thể plasma sáng, có khối lượng lớn được giữ bởi lực hấp dẫn. Sao gần Trái Đất nhất là Mặt Trời, nó là nguồn của hầu hết năng lượng trên Trái Đất. Nhiều sao khác có thể nhìn thấy được trên bầu trời đêm khi chúng không bị lu mờ đi dưới ánh sáng của Mặt Trời. Về mặt lịch sử, hầu hết các sao sáng và nhìn thấy bằng mắt thường nằm trên thiên cầu được nhóm lại cùng nhau thành các chòm sao và các mảng sao, những sao sáng nhất đều được đặt những tên gọi riêng. Các danh mục sao mở rộng đã được những nhà thiên văn lập nên, cung cấp các cách định danh sao theo tiêu chuẩn hóa. Trong tiếng Hán, nó được gọi là hằng tinh (ngôi sao đứng yên) để phân biệt với hành tinh (ngôi sao chuyển động).
Trong phần lớn thời gian hoạt động của nó, một sao chiếu sáng được là do các phản ứng tổng hợp hạt nhân tại lõi của nó, giải phóng năng lượng truyền qua phần bên trong sao và sau đó bức xạ ra không gian bên ngoài. Hầu hết mọi nguyên tố xuất hiện trong tự nhiên nặng hơn heli đều được tạo ra nhờ các ngôi sao, hoặc thông qua quá trình tổng hợp hạt nhân sao trong suốt thời gian hoạt động của nó hoặc bởi tổng hợp hạt nhân siêu tân tinh khi ngôi sao phát nổ. Các nhà thiên văn học xác định được khối lượng, độ tuổi, thành phần hóa học và nhiều tính chất khác của ngôi sao bằng cách quan sát phổ, độ sáng và chuyển động của nó trong không gian. Khối lượng tổng cộng của ngôi sao là yếu tố chính trong quá trình tiến hóa sao và sự tàn lụi của nó. Nhiều đặc trưng khác của một sao được xác định thông qua lịch sử tiến hóa của nó, bao gồm đường kính, sự tự quay, chuyển động và nhiệt độ. Một biểu đồ liên hệ giữa nhiệt độ với độ sáng của nhiều ngôi sao, gọi là biểu đồ Hertzsprung-Russell (biểu đồ H-R), cho phép xác định được tuổi và trạng thái tiến hóa của một ngôi sao.
Một ngôi sao hình thành từ một đám mây co sụp lại của các vật chất với thành phần cơ bản là hydro, cùng với heli và một số các nguyên tố nặng hơn. Một khi nhân của sao đủ đặc, một số hạt nhân hydro ngay lập tức biến đổi thành heli thông qua quá trình tổng hợp hạt nhân. Phần còn lại của lớp bên trong ngôi sao mang năng lượng từ lõi ra ngoài thông qua quá trình kết hợp giữa bức xạ và đối lưu. Áp suất bên trong ngôi sao ngăn không cho ngôi sao tiếp tục bị co lại dưới ảnh hưởng của chính lực hấp dẫn của nó. Đến khi nhiên liệu hydro tại lõi bị cạn kiệt, các ngôi sao với khối lượng ít nhất bằng 0,4 lần khối lượng của Mặt Trời bắt đầu nở ra để trong một số trường hợp trở thành một sao khổng lồ đỏ tiếp tục đốt cháy các nguyên tố nặng hơn tại lõi sao hoặc tại các lớp vỏ bao quanh lõi. Ngôi sao sau đó bước vào giai đoạn suy biến, tái chế lại một tỷ lệ vật chất vào môi trường không gian liên sao, nơi đây sẽ hình thành lên một thế hệ sao mới với một tỷ lệ cao các nguyên tố nặng.
Hệ sao đôi và nhiều sao chứa hai hoặc nhiều ngôi sao có liên kết về lực hấp dẫn với nhau, và nói chung chúng di chuyển quanh nhau theo những quỹ đạo ổn định. Khi hai ngôi sao có quỹ đạo tương đối gần nhau, tương tác hấp dẫn giữa chúng có thể có một ảnh hưởng quan trọng lên quá trình tiến hóa của các ngôi sao. Các sao có thể tập hợp lại thành một cấu trúc liên kết hấp dẫn lớn hơn, như một quần tinh hay một thiên hà.

## Lịch sử quan sát

### Thời kỳ Cổ đại

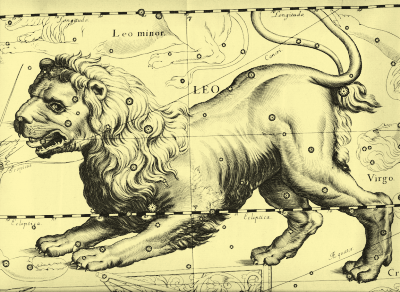
Con người đã từng nhóm các vì sao tạo ra các hình ảnh từ thời cổ đại.
Bức họa chòm sao Sư Tử năm 1690 của Johannes Hevelius.

Về mặt lịch sử, các ngôi sao đã trở thành quan trọng đối với các nền văn minh trên toàn thế giới. Chúng trở thành một phần của tín ngưỡng tôn giáo và đóng vai trò quan trọng trong việc định vị và định hướng. Nhiều nhà thiên văn cổ đại tin rằng các sao nằm cố định trên một thiên cầu, và chúng bất biến. Để thuận tiện, các nhà thiên văn đã nhóm các ngôi sao lại thành các chòm sao và sử dụng chúng để theo dõi chuyển động của các hành tinh và suy đoán vị trí của Mặt Trời. Chuyển động của Mặt Trời so với các ngôi sao (và đường chân trời) đã được sử dụng để làm ra dương lịch, và được dùng để áp dụng điều tiết trong nông nghiệp. Lịch Gregory hiện tại là lịch được sử dụng nhiều nơi trên thế giới, là dương lịch dựa trên góc của trục quay Trái Đất liên hệ tương đối với Mặt Trời.
Bản đồ sao chính xác cổ nhất cho đến ngày nay xuất hiện từ thời Ai Cập cổ đại năm 1534 trước Công nguyên. Danh lục sao được biết đến sớm nhất đã được biên soạn bởi các nhà thiên văn học Babylon ở Lưỡng Hà vào cuối thiên niên kỷ hai trước Công nguyên, trong thời đại Kassite (khoảng 1531-1155 TCN). Danh lục sao đầu tiên của thiên văn học Hy Lạp đã được lập ra bởi Aristillus vào xấp xỉ năm 300 TCN, với sự giúp đỡ của Timocharis. Danh lục sao của Hipparchus (thế kỷ hai trước Công nguyên) bao gồm 1.020 ngôi sao và đã được Ptolemy đưa vào trong danh lục của ông. Hipparchus là người đầu tiên phát hiện ra một sao mới nova được ghi lại trong lịch sử. Rất nhiều tên gọi các chòm sao và ngôi sao sử dụng ngày nay được bắt nguồn từ thiên văn của người Hy Lạp.

### Thời kỳ Trung cổ
Mặc dù xuất hiện như thể bất biến trên bầu trời, các nhà thiên văn Trung Hoa cổ đại đã khẳng định là những ngôi sao mới có thể xuất hiện. Năm 185, lần đầu tiên họ đã quan sát và ghi lại một vụ nổ siêu tân tinh, bây giờ gọi là SN 185. Sự kiện ngôi sao bừng sáng nhất từng được ghi lại trong lịch sử là vụ nổ siêu tân tinh SN 1006, đã được quan sát vào năm 1006 và được ghi chép bởi nhà thiên văn Ai Cập Ali ibn Ridwan và một vài nhà thiên văn Trung Hoa khác. Siêu tân tinh SN 1054 (Thiên Quan khách tinh), tạo ra tinh vân Con Cua, cũng đã được quan sát bởi các nhà thiên văn Trung Hoa và Hồi giáo.

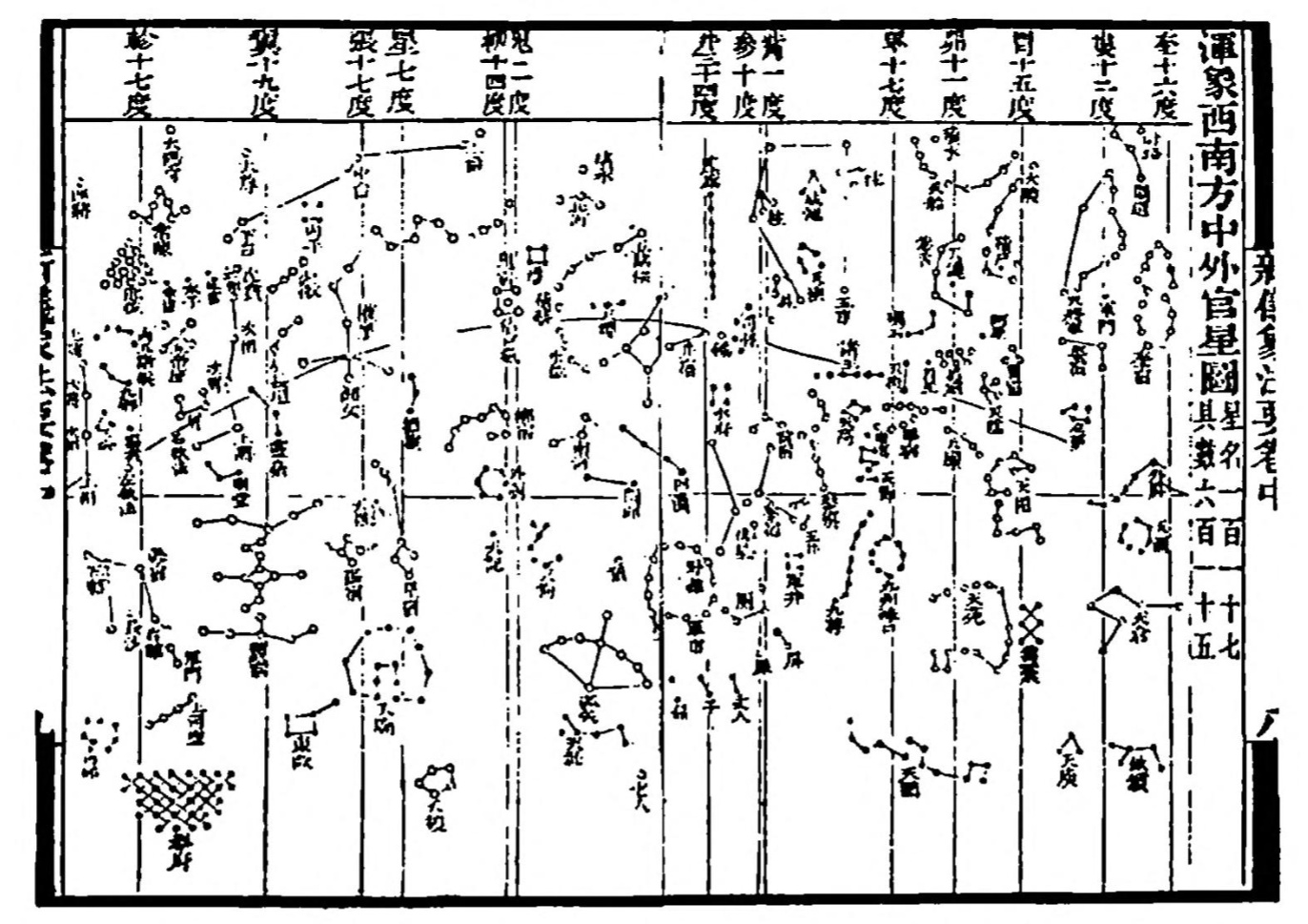
Một bản đồ sao của Tô Tụng (苏颂 hay 蘇頌, Su Song) đời Tống.

Các nhà thiên văn Hồi giáo thời Trung cổ đã đặt tên gọi Ả rập cho rất nhiều ngôi sao mà vẫn còn được sử dụng cho đến ngày nay, họ cũng đã phát minh ra nhiều loại dụng cụ thiên văn học dùng để tính toán vị trí của các ngôi sao. Họ đã xây dựng các viện nghiên cứu quan sát lớn đầu tiên, với mục đích chính là để lập các danh lục sao Zij. Một trong số chúng, cuốn Sách của những ngôi sao cố định (năm 964) do nhà thiên văn học Ba Tư Abd al-Rahman al-Sufi viết, ông là người đã quan sát rất nhiều ngôi sao, quần tinh (bao gồm Omicron Velorum và quần tinh Brocchi) và các thiên hà (gồm thiên hà Andromeda). Vào thế kỷ thứ XI, nhà bác học người Ba Tư Abu Rayhan Biruni đã miêu tả Ngân Hà như là tập hợp vô số các mảnh với tính chất của các sao mờ, và tính ra vĩ độ của nhiều sao trong quá trình nguyệt thực năm 1019.
Nhà thiên văn Ibn Bajjah người ở Al-Andalus đề xuất là Ngân Hà là tập hợp của nhiều sao mà gần như chạm vào nhau và hiện lên là một hình ảnh liên tục do hiệu ứng của khúc xạ từ các vật liệu trong không khí, với trích dẫn quan sát của ông về sự giao hội của Sao Mộc và Sao Hỏa năm 500 AH (tức 1106/1107 AD) như là một chứng cứ.
Các nhà thiên văn học Châu Âu thời Trung Cổ như Tycho Brahe đã nhận ra các sao mới trong bầu trời đêm (sau đó gọi là novae), gợi ra rằng bầu trời (thiên đường) không hề bất biến như trước đây. Vào năm 1584, Giordano Bruno đề xuất rằng các ngôi sao thực sự là những mặt trời khác, và có thể có các hành tinh ngoài Hệ Mặt Trời, thậm chí giống với Trái Đất, quay quanh chúng, một ý tưởng đã từng được đề cập đến bởi các nhà triết học Hy Lạp Democritus và Epicurus, và bởi các nhà vũ trụ học Hồi giáo Trung cổ như Fakhr al-Din al-Razi. Các thế kỷ tiếp sau, ý tưởng về các ngôi sao như các mặt trời ở xa đã nhận được sự nhất trí giữa các nhà thiên văn. Để giải thích tại sao các ngôi sao không tác động hấp dẫn đáng kể lên hệ Mặt Trời, Isaac Newton cho rằng các ngôi sao được phân bố đều theo mọi hướng, dựa trên một ý tưởng do nhà thần học Richard Bentley đưa ra.

### Thiên văn sao từ thế kỷ thứ XVII đến nay
Nhà thiên văn người Ý Geminiano Montanari đã ghi lại các quan sát về sự thay đổi độ sáng của sao Algol năm 1667. Edmond Halley đã công bố những đo đạc đầu tiên về chuyển động riêng của cặp các sao "cố định" gần, cho thấy chúng đã thay đổi vị trí theo thời gian từ thời của các nhà thiên văn Hy Lạp Ptolemy và Hipparchus. Đo đạc trực tiếp đầu tiên về khoảng cách đến một ngôi sao (61 Cygni với khoảng cách 11,4 năm ánh sáng) đã được thực hiện bởi Friedrich Bessel năm 1838 sử dụng kĩ thuật thị sai. Các đo đạc thị sai cho thấy sự tách biệt lớn giữa các sao trên bầu trời.

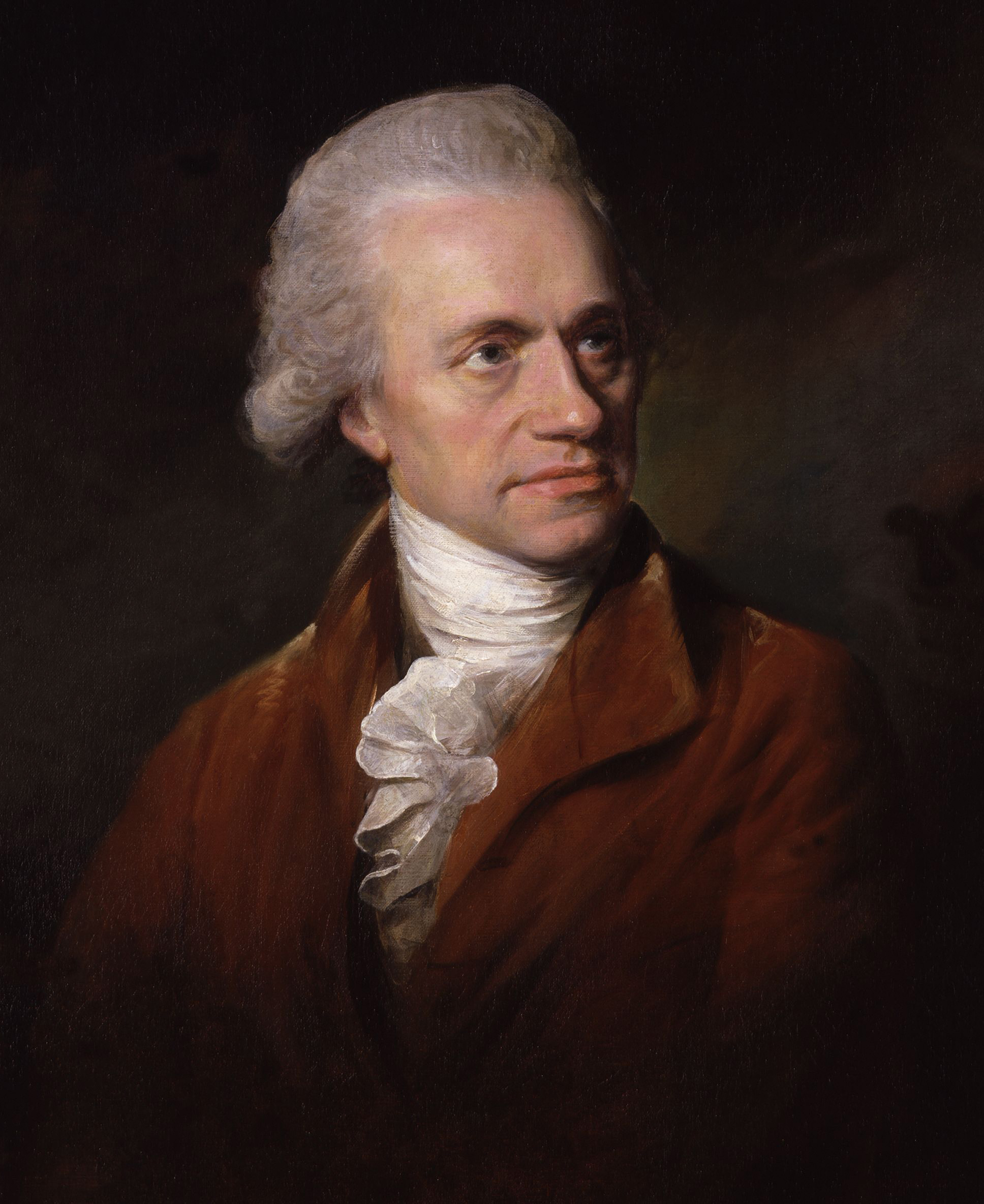
William Herschel.

William Herschel là nhà thiên văn học đầu tiên đã cố gắng xác định sự phân bố các ngôi sao trên bầu trời. Trong thập niên 1780, ông đã thực hiện hàng loạt các đo đạc với 600 hướng khác nhau, và đếm số sao quan sát được dọc theo hướng nhìn mỗi lần. Từ đây ông rút ra kết luận là số lượng các sao tăng ổn định về một hướng trên bầu trời, theo hướng về lõi Ngân Hà. Con trai ông John Herschel đã lặp lại nghiên cứu này ở bán cầu nam và tìm thấy điều tương tự về số lượng sao tăng ổn định theo cùng một hướng. Thêm vào các thành tựu khác của ông, William Herschel cũng chú ý tới khám phá của ông là một số ngôi sao không chỉ nằm dọc theo cùng một phương nhìn, nhưng cũng là các sao đồng hành tạo nên những hệ sao đôi.
Khoa học về quang phổ sao đã được đi tiên phong bởi Joseph von Fraunhofer và Angelo Secchi. Bằng cách so sánh phổ của các sao như sao Sirius với Mặt Trời, họ tìm ra những sự khác nhau trong cường độ và số các vạch hấp thụ—các đường tối màu trong phổ của sao là do sự hấp thụ của bầu khí quyển Trái Đất đối với những tần số xác định. Năm 1865 Secchi bắt đầu phân loại sao dựa theo kiểu phổ của chúng. Tuy nhiên, hình thức phân loại sao hiện đại mới được Annie Jump Cannon phát triển trong thập niên 1900.
Việc quan sát các sao đôi bắt đầu tăng lên một cách quan trọng trong thế kỷ XIX. Năm 1834, Friedrich Bessel đã quan sát sự thay đổi trong chuyển động riêng của sao Sirius, và ông suy luận ra sự tồn tại của một sao đồng hành bị che giấu. Edward Pickering đã lần đầu tiên phát hiện ra quang phổ của hệ sao đôi năm 1899 khi ông quan sát thấy sự tách có tính chu kỳ của các vạch phổ của sao Mizar theo chu kỳ 104 ngày. Các quan sát chi tiết của nhiều hệ thống sao đôi đã được thu thập lại bởi các nhà thiên văn William Struve và S. W. Burnham, cho phép xác định được khối lượng của sao từ tính toán về các tham số quỹ đạo. Và lời giải cho bài toán xác định quỹ đạo của các sao đôi từ các quan sát qua kính thiên văn được Felix Savary tìm ra năm 1827.
Thế kỷ thứ XX đã chứng kiến sự phát triển mạnh mẽ của khoa học nghiên cứu sao. Kĩ thuật chụp ảnh đã trở thành một công cụ có giá trị cho thiên văn học. Karl Schwarzschild đã khám phá ra màu của một sao, và từ đó là nhiệt độ của sao, chúng có thể được xác định bằng cách so sánh giữa độ sáng nhìn thấy và độ sáng của ảnh chụp. Sự phát triển của quang kế quang điện đã cho phép đo đạc rất chính xác về độ lớn tại rất nhiều khoảng bước sóng khác nhau. Năm 1921 Albert A. Michelson lần đầu tiên đo đường kính sao nhờ một giao thoa kế trên kính thiên văn Hooker.
Sự nghiên cứu quan trọng về cơ sở vật lý của ngôi sao đã xuất hiện trong những thập kỷ đầu của thế kỷ hai mươi. Năm 1913, biểu đồ Hertzsprung-Russell được phát triển, thúc đẩy ngành thiên văn vật lý nghiên cứu sao. Nhiều mô hình thành công được xây dựng để giải thích cấu trúc bên trong của sao và sự tiến hóa của chúng. Phổ của các sao cũng đã được giải thích thành công nhờ sự phát triển của vật lý lượng tử. Điều này cũng cho phép xác định được thành phần hóa học của khí quyển một ngôi sao.
Ngoại trừ các siêu tân tinh, các ngôi sao đã được quan sát một cách cơ bản, trước tiên trong các thiên hà Nhóm Địa Phương của chúng ta, và đặc biệt là phần nhìn thấy được của Ngân Hà (như được mô tả chi tiết trong các danh lục sao trong thiên hà của chúng ta). Nhưng cũng có một số sao được quan sát trong thiên hà M100 của Đám Virgo, cách Trái Đất 100 triệu năm ánh sáng. Trong Siêu đám Địa Phương chúng ta có thể nhìn thấy các quần tụ sao, và các kính thiên văn hiện tại có thể quan sát các ngôi sao đơn lẻ mờ nhạt trong Đám Địa Phương— phân giải được những ngôi sao xa đến hàng trăm triệu năm ánh sáng (Xem Cepheid). Tuy nhiên, bên ngoài các thiên hà của Siêu đám Địa Phương, chưa có một ngôi sao đơn lẻ hay một quần tinh được quan sát. Chỉ ngoại trừ hình ảnh của một quần tinh lớn chứa hàng trăm nghìn ngôi sao nằm cách chúng ta 1 tỷ năm ánh sáng—gấp 10 lần khoảng cách đến những quần tinh xa nhất từng được quan sát.

## Định danh
Khái niệm chòm sao đã được biết từ thời kỳ Babylon. Những người cổ đại quan sát bầu trời tưởng tượng ra sự sắp xếp các vì sao nổi bật thành những hình ảnh, và họ gắn những hình ảnh này với những biểu tượng của thiên nhiên hay thánh thần. Có mười hai mẫu hình ảnh này nằm dọc theo dải của mặt phẳng hoàng đạo và chúng trở thành mười hai cung trong chiêm tinh học. Nhiều ngôi sao sáng điển hình cũng được đặt tên, đặc biệt là đặt theo ngôn ngữ Ả rập hoặc La tinh.
Giống như mỗi chòm sao hay Mặt Trời, các vì sao cũng có tên mang tính thần thoại dành cho chúng. Đối với người Hy Lạp cổ đại, một vài "vì sao" lại là những hành tinh (tiếng Hy Lạp πλανήτης (planētēs), có nghĩa là "kẻ lang thang"), đại diện cho nhiều vị thần tối cao, với tên gọi của các hành tinh Sao Thủy, Sao Kim, Sao Hỏa, Sao Mộc và Sao Thổ. (Sao Thiên Vương và Sao Hải Vương được đặt tên của các vị thần của Hy Lạp và La Mã 
cổ đại, nhưng do hai hành tinh này không được biết từ thời cổ đại do chúng quá mờ, nên tên của chúng đã được đặt bởi các nhà thiên văn sau này).
Vào khoảng những năm 1600, tên của các chòm sao được sử dụng để đặt tên cho các ngôi sao tương ứng nằm trong chòm sao đó. Nhà thiên văn học người Đức Johann Bayer lập ra một loạt các bản đồ sao và áp dụng các chữ Hy Lạp trong việc định danh các sao theo chòm sao của chúng. Sau đó tên gọi theo hệ thống số dựa trên xích kinh của ngôi sao đã được phát minh ra và thêm vào danh lục sao của John Flamsteed trong cuốn sách của ông "Historia coelestis Britannica" (ấn bản 1712), từ đó hệ thống số này được gọi là Định danh Flamsteed hay số Flamsteed.
Theo luật không gian, chỉ có duy nhất một tổ chức quốc tế được công nhận là có quyền đặt tên cho các thiên thể đó là Hiệp hội Thiên văn Quốc tế (IAU). Một số công ty tư nhân sử dụng tên gọi các vì sao mà Thư viện vương quốc Anh gọi là những công ty thương mại không hợp. Tuy nhiên, IAU không hợp tác với các công ty trong lĩnh vực thương mại để công nhận tên gọi hay sử dụng những tên gọi này cho các mục đích thương mại.
Trong tiếng Việt, một số hành tinh cũng được đặt tên với chữ "Sao" ở đầu, như Sao Thủy, Sao Kim, Sao Hoả,... Không giống với các sao, các hành tinh là các thiên thể có khối lượng nhỏ hơn một phần nghìn lần khối lượng các sao, chứa vật chất chủ yếu ở dạng rắn, lỏng, khí, bay quanh các sao dưới tác dụng hấp dẫn bởi các sao. Tuy nhiên việc dùng các chữ "Sao" viết hoa là chỉ tên riêng, với ý nghĩa là vật thể trên trời, không dùng như danh từ chung với ý nghĩa phân loại.

## Các đơn vị đo
Hầu hết các tham số của một sao được biểu diễn theo các đơn vị SI để cho thuận tiện, ngoài ra các đơn vị CGI cũng được sử dụng (ví dụ biểu diễn độ sáng theo erg trên giây). Khối lượng, độ sáng và bán kính thường được cho theo đơn vị của Mặt Trời, dựa trên đặc trưng của Mặt Trời:
| Khối lượng Mặt Trời: | {\displaystyle {\begin{smallmatrix}M_{\odot }=1,891\times 10^{30}\end{smallmatrix}}} kg[46]   |
| Độ sáng Mặt Trời:    | {\displaystyle {\begin{smallmatrix}L_{\odot }=3,827\times 10^{26}\end{smallmatrix}}} watt[46] |
| Bán kính Mặt Trời:   | {\displaystyle {\begin{smallmatrix}R_{\odot }=6,960\times 10^{8}\end{smallmatrix}}} m[47]     |
Đối với những độ dài lớn, như bán kính của sao khổng lồ hoặc bán trục lớn của hệ sao đôi, thường được biểu diễn theo đơn vị thiên văn (AU)—xấp xỉ khoảng cách trung bình giữa Trái Đất và Mặt Trời (150 triệu km hay 93 triệu dặm).

## Sự hình thành và tiến hóa

Tiến hóa của các sao khối lượng thấp (chu trình bên trái) và khối lượng lớn (chu trình bên phải), với ví dụ được in nghiêng.

Các vì sao được hình thành trong những vùng mở rộng với mật độ cao hơn trong môi trường liên sao, mặc dù thế mật độ vẫn thấp hơn bên trong một buồng chân không ở trên Trái Đất. Những vùng này được gọi là các đám mây phân tử, chúng chứa chủ yếu hydro và khoảng 23 – 28% heli cùng một ít phần trăm các nguyên tố nặng hơn. Một ví dụ của vùng đang hình thành sao là Tinh vân Lạp Hộ.
Một sao khối lượng lớn thường hình thành trong các đám mây phân tử, chúng là nguồn chiếu sáng những vùng này. Chúng cũng làm ion hóa hydro, tạo ra những vùng H II.

### Sự hình thành tiền sao
Sự hình thành một ngôi sao bắt đầu với sự bất ổn định hấp dẫn bên trong một đám mây phân tử, thường là từ sự kích hoạt của sóng xung kích từ các vụ nổ siêu tân tinh (những vụ nổ của sao khối lượng lớn) hoặc do va chạm giữa hai thiên hà (trong thiên hà bùng nổ sao). Khi một vùng đạt tới mật độ vật chất thỏa mãn giới hạn cho sự bất ổn định Jeans, nó bắt đầu co lại dưới lực hấp dẫn của chính nó.

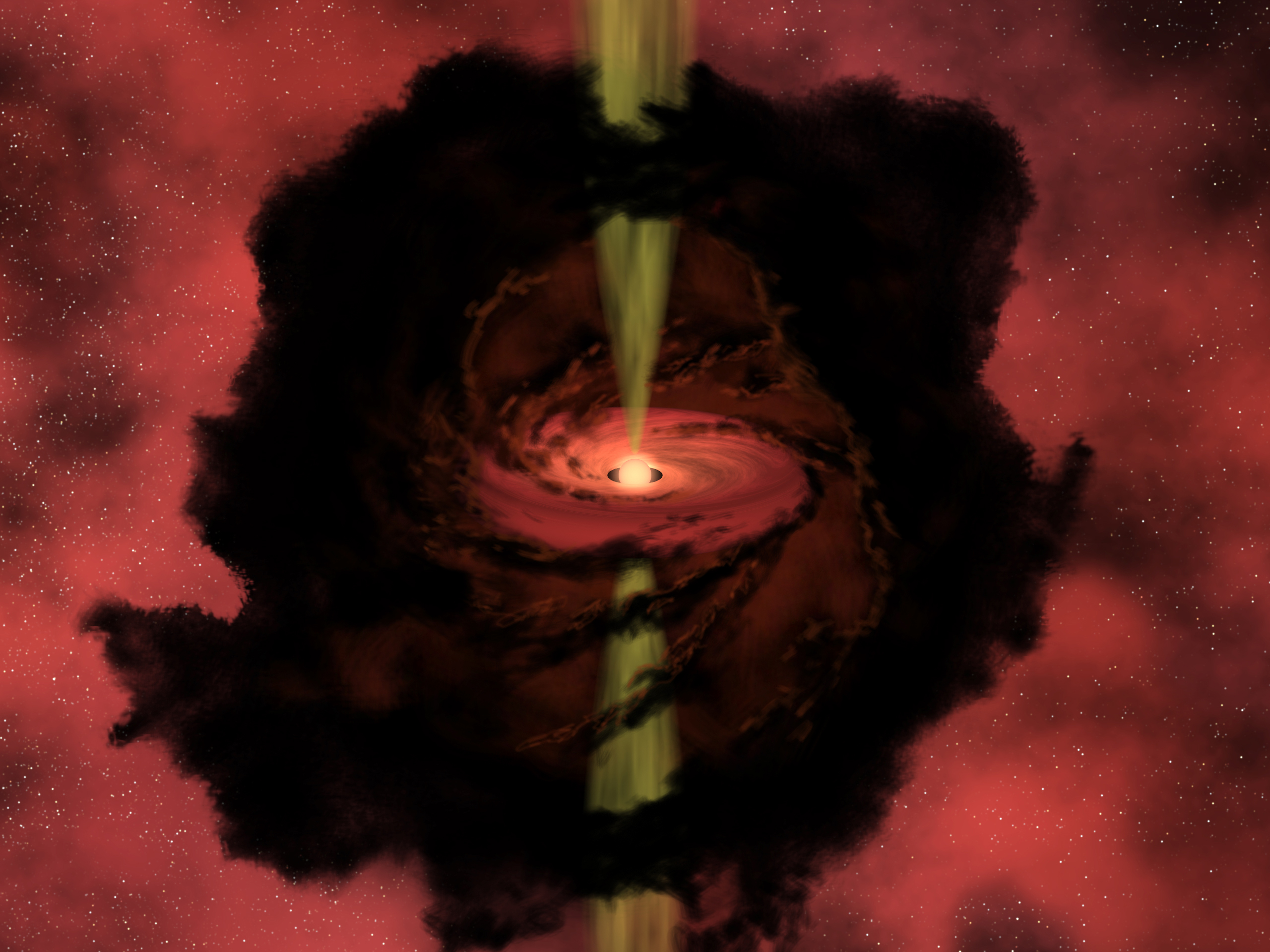
Minh họa quá trình hình thành sao trong đám mây phân tử mật độ cao. Ảnh của NASA

Khi đám mây co lại, những tập hợp đơn lẻ của khí và bụi đậm đặc tạo nên cái mà chúng ta gọi là khối cầu Bok. Khối cầu tiếp tục suy sụp (co lại), mật độ tăng lên, năng lượng hấp dẫn chuyển thành nhiệt năng và làm cho nhiệt độ tăng lên. Khi đám mây tiền sao đã đạt tới xấp xỉ điều kiện ổn định của cân bằng thủy tĩnh, một tiền sao hình thành tại lõi của đám mây. Những sao tiền dải chính này thường bị bao bọc xung quanh bởi một đĩa tiền hành tinh. Chu kỳ co sụp hấp dẫn này diễn ra trong khoảng 10 đến 15 triệu năm.
Những sao sơ sinh với khối lượng nhỏ hơn 2 lần khối lượng Mặt Trời được gọi là các saoT Tauri, trong khi các sao có khối lượng lớn hơn gọi là sao Herbig Ae/Be. Những sao mới sinh ra phát ra các tia khí dọc theo trục tự quay của nó, làm giảm mô men góc của sao đang suy sụp và tạo ra những phần mờ đục trong vùng đám mây gọi là các thiên thể Herbig-Haro. Những tia này, kết hợp cùng với bức xạ từ các sao khối lượng lớn ở gần, có thể giúp thổi bay đám mây bao quanh ngôi sao đã hình thành.

### Dải chính
Khoảng 90% thời gian sống của một sao là để đốt cháy hydro tạo ra heli trong những phản ứng nhiệt độ cao và áp suất cao tại lõi của sao. Những ngôi sao như vậy được xếp vào dải chính và gọi là các sao lùn. Bắt đầu tại độ tuổi 0 (zero-age) của dải chính, tỷ lệ heli trong lõi của sao sẽ tăng lên. Hệ quả là để duy trì tốc độ đòi hỏi của phản ứng nhiệt hạt nhân tại lõi, ngôi sao sẽ từ từ tăng dần nhiệt độ và độ sáng của nó–ví dụ Mặt Trời, ước tính nó đã tăng độ sáng lên khoảng 40% từ khi nó đạt đến dải chính cách đây 4,6 tỷ năm trước.
Mỗi sao phát ra gió sao chứa các hạt gây nên các dòng khí liên tục thổi vào không gian. Đối với hầu hết các sao, khối lượng bị mất đi do gió sao là không đáng kể. Mặt Trời mất khoảng 10−14 khối lượng Mặt Trời hàng năm, hay khoảng 0,01% tổng khối lượng của nó trong toàn bộ thời gian sống của nó. Tuy thế, những sao khối lượng lớn có thể mất từ 10−7 đến 10−5 khối lượng Mặt Trời mỗi năm, làm ảnh hưởng quan trọng tới sự tiến hóa của những sao này. Những sao mà khối lượng ban đầu lớn hơn 50 lần khối lượng Mặt Trời có thể mất trên một nửa tổng khối lượng trong khi nó vẫn đang ở trạng thái trên dải chính.

Một ví dụ của biểu đồ Hertzsprung-Russell cho một lớp các sao bao gồm Mặt Trời (ở tâm). (Xem "Phân loại" ở bên dưới.)

Khoảng thời gian một sao ở trong giai đoạn của dải chính phụ thuộc chủ yếu vào lượng nhiên liệu nó đã sử dụng và tốc độ đốt cháy nhiên liệu đó, và khối lượng và độ sáng ban đầu của ngôi sao. Đối với Mặt Trời, người ta ước tính là vào khoảng 1010 năm. Các ngôi sao lớn tiêu dùng nhiên liệu của chúng rất nhanh và có thời gian sống ngắn. Trái lại, các sao nhỏ (gọi là sao lùn đỏ) tiêu dùng năng lượng rất chậm và thời gian sống của chúng từ hàng chục tỷ đến hàng trăm tỷ năm. Đến cuối đời, chúng chỉ đơn giản mờ hơn đi mà thôi. Tuy nhiên, do thời gian sống của các sao như vậy vượt quá độ tuổi hiện tại của vũ trụ (13,7 tỷ năm), cho nên chưa thể có một sao lùn đỏ nào đạt đến trạng thái như thế.
Bên cạnh khối lượng, tỉ lệ các nguyên tố nặng hơn heli có thể đóng vai trò quan trọng trong quá trình tiến hóa sao. Trong thiên văn học mọi nguyên tố nặng hơn heli được xem là "kim loại", và nồng độ hóa học các nguyên tố này được gọi là tỉ lệ kim loại (metallicity). Tỉ lệ kim loại có thể ảnh hưởng đến thời gian ngôi sao đốt cháy nhiên liệu, điều khiển sự hình thành của từ trường và làm thay đổi cường độ của gió sao. Các sao già, hay những sao lớp II (population II) có tỉ lệ kim loại (metallicity) ít hơn rõ rệt so với các sao trẻ, sao lớp I (population I), do chúng hình thành từ các đám mây phân tử. (Theo thời gian những đám mây này được làm giàu lên bởi các nguyên tố nặng hơn khi những ngôi sao già chết đi và để lại tỉ lệ kim loại trong khí quyển của chúng.

### Sau dải chính
Khi một sao với khối lượng ít nhất 0,4 lần khối lượng Mặt Trời cạn kiệt nhiên liệu hydro tại lõi của nó, lớp ngoài cùng của nó mở rộng ra rất lớn và lạnh đi, khiến sao đó trở thành một sao khổng lồ đỏ. Ví dụ, trong khoảng 5 tỉ năm nữa, Mặt Trời của chúng ta sẽ trở thành một sao khổng lồ đỏ, nó sẽ nở rộng với bán kính cực đại vào khoảng 1AU, hay 250 lần bán kính hiện tại. Khi trở thành sao khổng lồ, Mặt Trời sẽ mất khoảng 30% khối lượng hiện tại.
Trong một sao khổng lồ đỏ với khối lượng lớn hơn 2,25 lần khối lượng Mặt Trời, sự đốt cháy hydro diễn ra tại một lớp bao quanh lõi. Thậm chí lõi bị nén lại đủ mạnh để có thể đốt cháy được heli, và bán kính ngôi sao bây giờ nhanh chóng co lại và nhiệt độ bề mặt ngôi sao tăng lên. Đối với những ngôi sao lớn hơn, vùng lõi của chúng chuyển dịch trực tiếp từ phản ứng đốt cháy hydro sang phản ứng đốt cháy heli.
Sau khi ngôi sao đã sử dụng hết nhiên liệu heli ở lõi, phản ứng nhiệt hạt nhân tiếp tục diễn ra trong lớp vỏ bao quanh một lõi nóng chứa cacbon và oxy. Ngôi sao từ đó đi theo con đường tiến hóa song song với pha ban đầu của sao khổng lồ đỏ, nhưng với nhiệt độ bề mặt cao hơn.

#### Sao khối lượng lớn
Trong giai đoạn (pha) đốt cháy heli của chúng, những ngôi sao với khối lượng lớn hơn 9 lần khối lượng Mặt Trời nở rộng thành các sao siêu khổng lồ đỏ. Khi nhiên liệu trong chúng bị cạn kiệt tại lõi, chúng có thể tiếp tục thực hiện các phản ứng nhiệt hạt nhân để đốt cháy các nguyên tố nặng hơn heli.
Lõi co lại cho đến khi nhiệt độ và áp suất đạt đến đủ để thực hiện phản ứng đốt cháy cacbon (xem quá trình đốt cháy cacbon). Quá trình này tiếp tục với các giai đoạn tiếp theo là đốt cháy neon (xem quá trình đốt cháy neon), oxy (xem quá trình đốt cháy oxy), và silic (xem quá trình đốt cháy silic). Gần cuối đời của sao, phản ứng tổng hợp có thể diễn ra trong các lớp (giống như lớp củ hành) bên trong ngôi sao. Mỗi lớp tổng hợp các nguyên tố khác nhau, với lớp ngoài cùng tổng hợp hydro; lớp tiếp theo tổng hợp heli, và tiếp tục như vậy.
Giai đoạn cuối cùng của chuỗi phản ứng tổng hợp các nguyên tố của ngôi sao khi nó bắt đầu thực hiện phản ứng tổng hợp để tạo ra sắt. Do các hạt nhân sắt có năng lượng liên kết lớn hơn bất kì của một hạt nhân nặng nào khác, và nếu chúng được tổng hợp chúng sẽ không giải phóng năng lượng ra nữa – quá trình sẽ thu năng lượng từ bên ngoài. Như vậy, do chúng liên kết chặt hơn mọi hạt nhân nhẹ, nên năng lượng không thể giải phóng bằng phản ứng phân hạch hạt nhân. Đối với những ngôi sao khối lượng rất lớn và tương đối già, tại tâm của ngôi sao sẽ tích tụ một lõi sắt lớn. Các nguyên tố nặng hơn trong những sao này có thể được tạo ra tại bề mặt, khiến chúng tiến hóa thành các sao Wolf-Rayet với gió sao đậm đặc thổi ra lớp khí quyển bên ngoài.

#### Suy sụp
Một sao kích thước trung bình khi tiến hóa sẽ thổi bay các lớp bên ngoài của nó để tạo thành tinh vân hành tinh. Nếu tàn dư của sao sau khi lớp khí quyển ngoài cùng bị thổi bay đi có khối lượng nhỏ hơn 1,4 lần khối lượng Mặt Trời, nó co lại thành một thiên thể tương đối nhỏ (có kích cỡ bằng khoảng Trái Đất) và không đủ nặng để tiếp tục nén sâu hơn, thiên thể này gọi là sao lùn trắng. Vật chất thoái hóa electron sâu bên trong sao lùn trắng không còn là plasma nữa, mặc dù ngôi sao lúc này thường được coi là quả cầu plasma. Các sao lùn trắng sẽ đi đến suy tàn trở thành các sao lùn đen trong một thời gian rất dài.

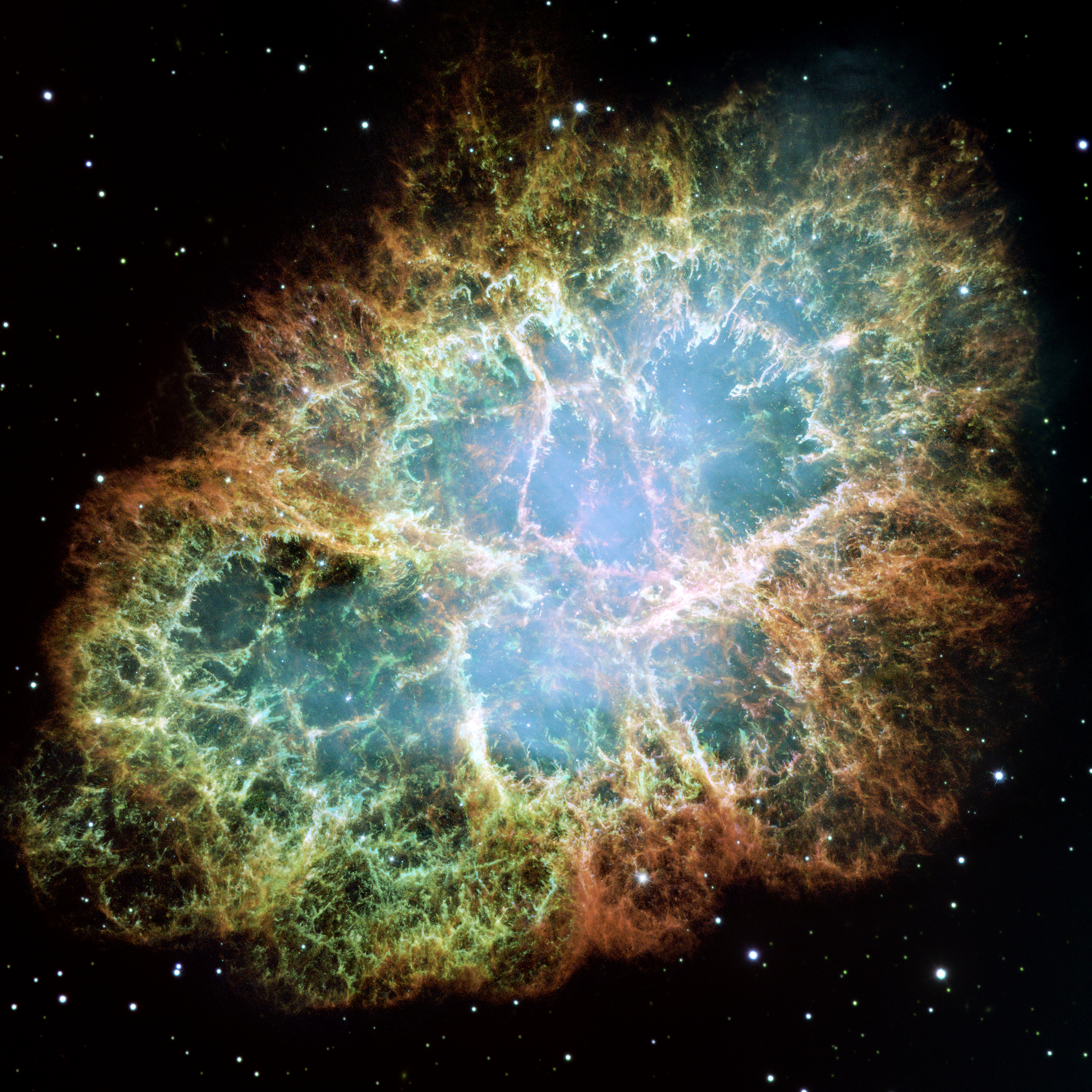
Tinh vân Con Cua, tàn dư của một siêu tân tinh đã được quan sát lần đầu vào khoảng năm 1050.

Trong những ngôi sao lớn hơn, phản ứng tổng hợp tiếp tục diễn ra cho đến khi lõi sắt trở lên lớn hơn (khối lượng lớn hơn 1,4 khối lượng Mặt Trời) và không thể tự chống đỡ được chính khối lượng của nó. Lúc này lõi sẽ ngay lập tức suy sụp khi các electron kết hợp với proton để tạo thành vụ bùng nổ với các neutron cùng các hạt neutrino (hay là phản ứng phân rã beta ngược hoặc sự bắt electron). Sóng xung kích tạo bởi sự suy sụp bất thình lình này làm cho phần còn lại của ngôi sao (những lớp bên ngoài lõi sắt) nổ tung thành một sự kiện siêu tân tinh. Một siêu tân tinh rất sáng mà chỉ trong một thời gian ngắn nó có thể sáng hơn toàn bộ các ngôi sao trong cùng thiên hà đó. Khi chúng xuất hiện trong Ngân Hà, trong lịch sử siêu tân tinh đã từng được quan sát bằng mắt thường với tên gọi "sao mới" (người Trung Hoa gọi là sao khách) nơi chúng trước đây chưa từng tồn tại.
Phần lớn vật chất trong một ngôi sao bị thổi bay đi trong vụ nổ siêu tân tinh (hình thành lên tinh vân như tinh vân Con Cua) và tàn dư còn lại của lõi là một sao neutron (mà đôi khi được coi là sao xung hoặc bùng nổ tia X hoặc, trong một số trường hợp của những sao khối lượng cực lớn (lớn đủ để lại một tàn dư với khối lượng lớn hơn 4 lần khối lượng Mặt Trời), là một lỗ đen. Trong một sao neutron, trạng thái vật chất được gọi là vật chất thoái hóa neutron, và nhiều người tin tưởng rằng có thể tồn tại thêm một dạng vật chất thoái hóa ngoại lai nữa, gọi là vật chất QCD, có khả năng có mặt tại lõi. Hiện nay vật chất tồn tại bên trong lỗ đen vẫn chưa được hiểu đến.
Những lớp bên ngoài bị thổi bay đi của ngôi sao đang suy tàn có chứa các nguyên tố nặng mà có thể được tham gia vào quá trình hình thành những ngôi sao mới. Những nguyên tố nặng này cho phép hình thành lên các hành tinh đá. Vật chất bị thổi bay đi của siêu tân tinh và gió sao của những ngôi sao lớn đóng một vai trò quan trọng trong việc hình thành lên môi trường liên sao.

## Phân bố

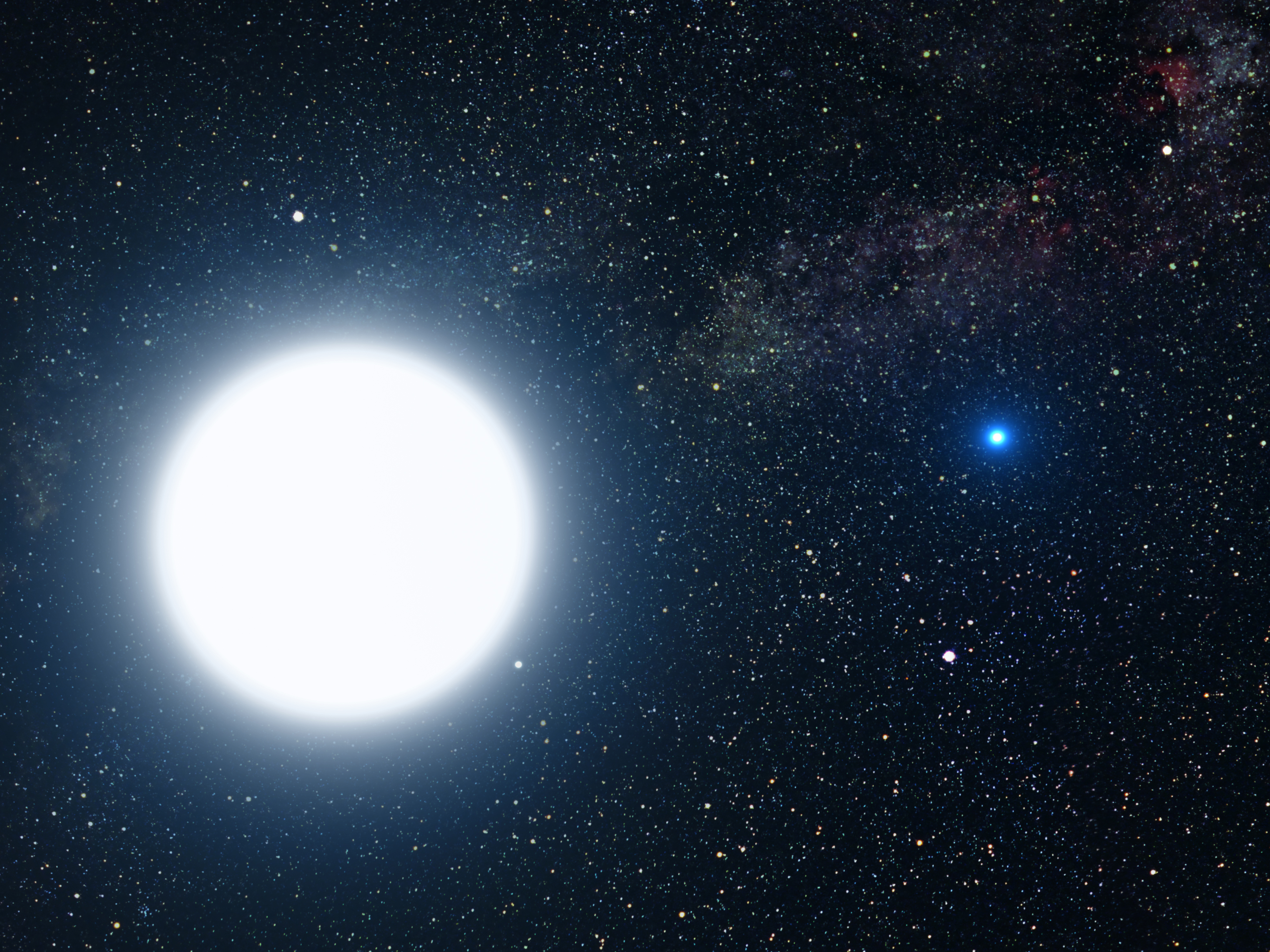
Một sao lùn trắng (Sirius B) quay xung quanh sao Sirius A. ảnh của NASA

Cùng với các ngôi sao đơn lẻ, các hệ nhiều sao có thể chứa hai hoặc nhiều sao có liên kết hấp dẫn với nhau và chúng quay quanh nhau. Những hệ nhiều ngôi sao thường gặp đó là hệ sao đôi, ngoài ra những hệ có nhiều ngôi sao hơn cũng đã được tìm thấy. Vì lý do ổn định của quỹ đạo, những hệ nhiều sao thường được tổ chức thành tập hợp các sao đôi quanh quay lẫn nhau. Những nhóm lớn hơn gọi là quần tinh cũng tổn tại. Chúng tập hợp từ một vài sao (trong stellar associations), đến hàng trăm nghìn ngôi sao trong các quần tinh cầu khổng lồ.
Từ lâu người ta đã giả sử rằng các ngôi lớn xuất hiện trong các hệ nhiều ngôi sao. Điều này đặc biệt đúng cho các lớp sao loại nặng O và B, nơi 80% chúng hình thành trong những hệ nhiều sao. Tuy nhiên tỉ lệ lại giảm cho những hệ nhiều sao nhỏ, chỉ có khoảng 25% sao lùn đỏ được biết là có sao đồng hành cùng. Với khoảng 85% ngôi sao trong thiên hà của chúng ta là sao lùn đỏ, hầu hết các ngôi sao trong Ngân Hà được sinh ra một cách đơn lẻ.
Các sao không trải đều ra trong vũ trụ, nhưng chúng thường được nhóm lại thành các thiên hà cùng với các khí và bụi liên sao. Một thiên hà điển hình chứa hàng trăm tỷ ngôi sao, và có hơn 100 tỷ (1011) thiên hà trong vũ trụ quan sát được. Nhiều nhà thiên văn học tin rằng các sao chỉ tồn tại trong các thiên hà, thì các ngôi sao ở môi trường liên thiên hà cũng đã được phát hiện. Các nhà thiên văn cũng ước tính có ít nhất 7×1022 ngôi sao trong vũ trụ quan sát thấy.
Ngôi sao gần nhất với Trái Đất, ngoài Mặt Trời, đó là Cận Tinh (Proxima Centauri), cách xa 39,9 nghìn tỉ km, hay 4,2 năm ánh sáng. Ánh sáng từ Proxima Centauri mất 4,2 năm mới tới được Trái Đất. Khi du hành với vận tốc của tàu con thoi (5 dặm trên một giây—khoảng 30.000 km trên một giờ), chúng ta phải mất tới 150.000 năm để đến được đó. Khoảng cách đến Cận Tinh là điển hình bên trong một đĩa thiên hà, bao gồm cả vùng của Hệ Mặt Trời. Các sao có thể gần nhau hơn khi chúng phân bố tại tâm của các thiên hà và trong các quần tinh cầu, hoặc chúng phân bố cách xa nhau hơn trong các hào quang thiên hà.
Do khoảng cách tương đối lớn giữa các ngôi sao bên ngoài nhân thiên hà, nên sự va chạm giữa các ngôi sao diễn ra rất hiếm. Những vùng đậm đặc hơn như nhân của các cụm sao cầu hay của thiên hà, sự va chạm có thể diễn ra nhiều hơn. Những va chạm này có thể tạo ra những ngôi sao xanh lang thang. Các sao không bình thường này có nhiệt độ bề mặt cao hơn những ngôi sao trong dải chính với cùng độ trưng trong cụm sao.

## Các đặc tính

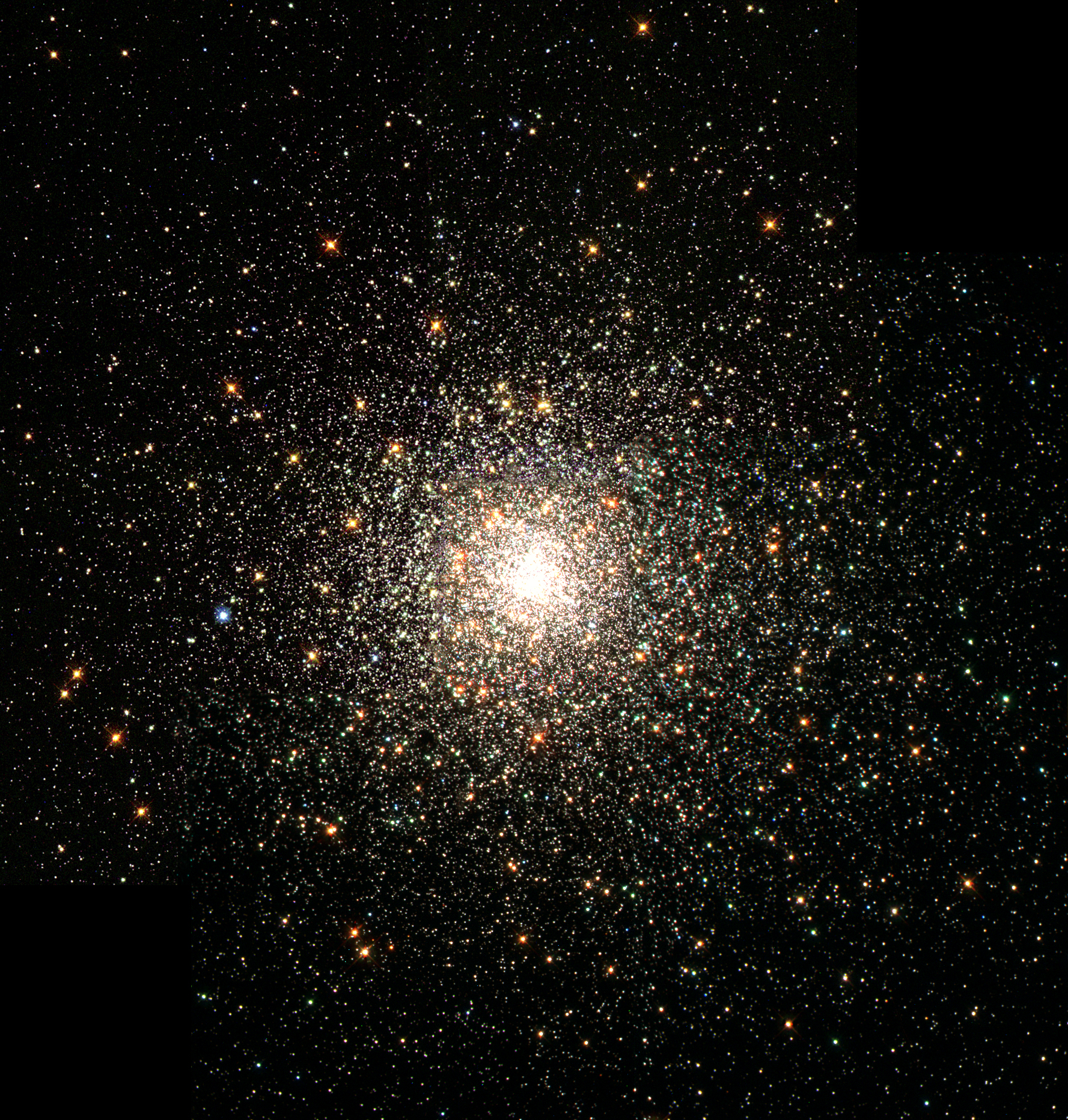
Cụm sao cầu M 80. Các ngôi sao già, nghèo kim loại chiếm đa số trong cụm sao này.

Hầu hết mọi thứ về một sao được xác định bằng khối lượng ban đầu của nó, bao gồm các đặc trưng cơ bản như độ trưng và kích thước, cũng như sự tiến hóa của sao, thời gian sống và sự kết thúc của nó.

### Độ tuổi
Hầu hết ngôi sao có độ tuổi từ 1 tỷ năm đến 10 tỷ năm. Một số sao thậm chí có độ tuổi gần với 13,7 tỷ năm – bằng độ tuổi của vũ trụ quan sát thấy. Ngôi sao có độ tuổi già nhất đã từng được khám phá, HE 1523-0901, ước tính có tuổi 13,3 tỷ năm.
Sao có khối lượng càng lớn, thì có thời gian sống càng ngắn, bởi vì về cơ bản các sao càng nặng thì áp suất càng lớn hơn tại lõi của chúng, làm cho chúng tổng hợp hydro một cách nhanh hơn. Những sao nặng nhất tồn tại với khoảng thời gian trung bình 1 triệu năm, trong khi các sao nhỏ nhất (sao lùn đỏ) đốt cháy nhiên liệu của chúng rất chậm và kết thúc sau hàng chục đến hàng trăm tỷ năm.

### Thành phần hóa học
Khi các ngôi sao hình thành trong thiên hà, chúng có thành phần vào khoảng 70% hydro và 28% heli, được đo theo khối lượng, với một tỉ lệ nhỏ các nguyên tố nặng hơn. Tỉ lệ điển hình các nguyên tố nặng được đo theo số hạng thành phần sắt trong khí quyển của sao, do sắt là một nguyên tố phổ biến và các vạch hấp thụ của nó là tương đối dễ đo. Bởi vì các đám mây phân tử nơi các sao hình thành luôn được làm giàu bởi các nguyên tố nặng hơn từ các vụ nổ siêu tân tinh, nên việc xác định các thành phần hoá học của một ngôi sao có thể được sử dụng để suy ra độ tuổi của nó. Tỉ lệ các nguyên tố nặng hơn cũng là một dấu hiệu ngôi sao có khả năng có một hệ hành tinh quay xung quanh.
Ngôi sao có thành phần sắt thấp nhất từng đo được đó là sao lùn HE1327-2326, chỉ bằng 1/200.000 thành phần sắt của Mặt Trời. Ngược lại, sao siêu giàu tỉ lệ sắt μ Leonis với sự có mặt của sắt bằng hai lần của Mặt Trời, và sao có hành tinh quay quanh 14 Herculis có tỉ lệ sắt gần bằng ba lần. Cũng tồn tại những sao dị thường về mặt hoá học cho thấy sự có mặt không bình thường của các nguyên tố xuất hiện trong phổ của chúng; đặc biệt là crom và các nguyên tố đất hiếm.

### Đường kính

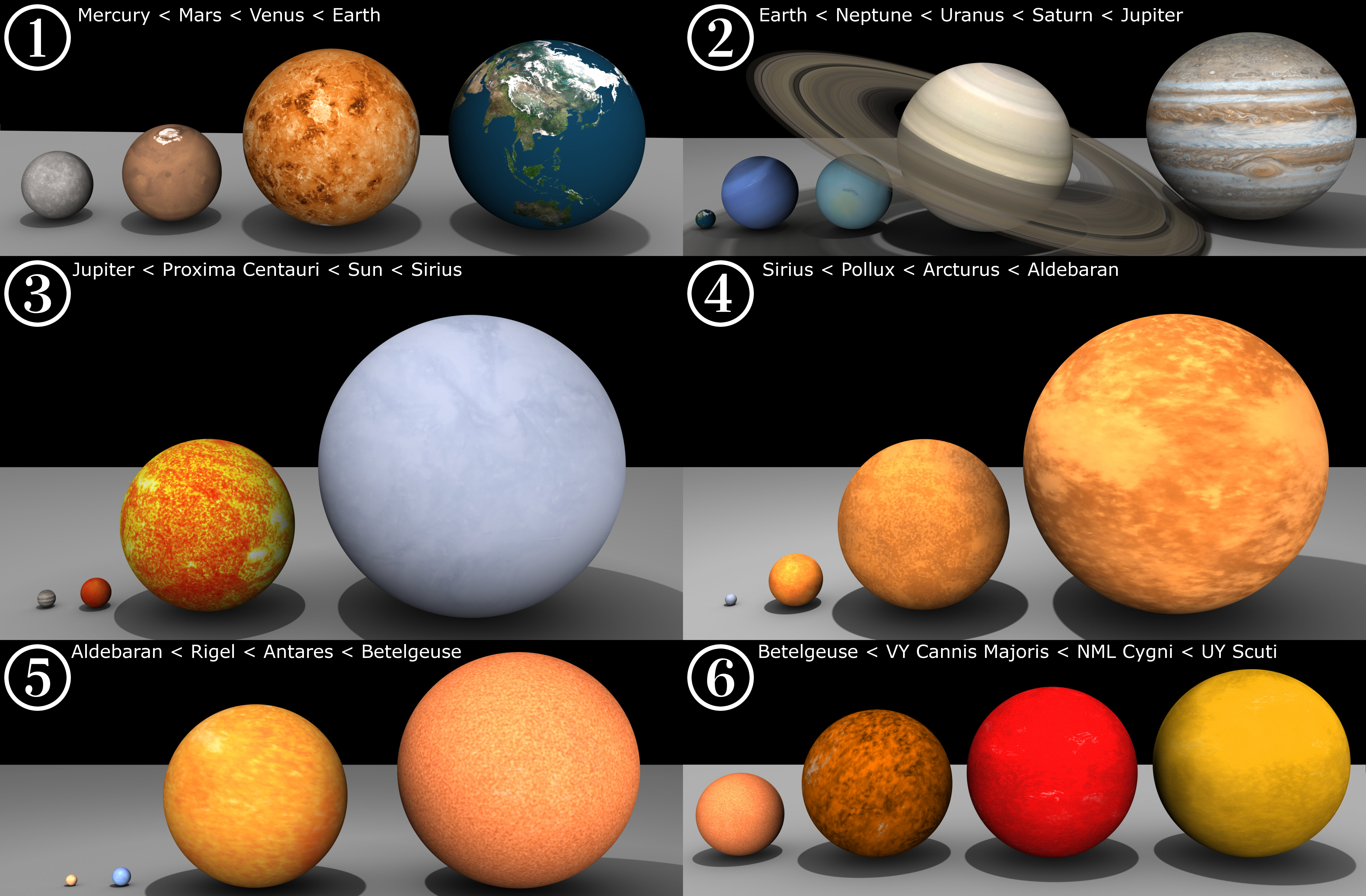
Sao có nhiều đường kính khác nhau. Ở mỗi hình trong dãy những vật thể ở bên phải là lớn nhất và đứng ngoài cùng bên trái ở bên cạnh hình tiếp theo. Trái Đất ở ngoài cùng bên phải ở hình thứ 1 và Mặt Trời xếp thứ hai từ phải trong hình thứ 3. Ngôi sao ngoài cùng bên phải trong hình 6 là UY Scuti, sao lớn thứ hai được biết từ trước tới nay.

Bởi vì các ngôi sao cách xa Trái Đất, ngoại trừ Mặt Trời ra, chúng đều hiện lên giống như những chấm sáng lấp lánh trên bầu trời đêm do hiệu ứng của bầu khí quyển Trái Đất. Mặt Trời là một ngôi sao gần nhất với Trái Đất vì vậy nó hiện lên như đĩa tròn cung cấp ánh sáng ban ngày cho hành tinh của chúng ta. Ngoài Mặt Trời, ngôi sao có kích thước biểu kiến lớn nhất là sao R Doradus, với đường kính góc chỉ là 0,057 cung giây.
Kích cỡ của hầu hết các ngôi sao theo đường kính góc là quá nhỏ để có thể quan sát với các kính thiên văn quang học hiện tại, vì vậy việc sử dụng các kính thiên văn giao thoa kế là cần thiết để tạo ra ảnh của những thiên thể này. Một kĩ thuật khác để đo kích thước góc của sao là nhờ sự che khuất. Bằng cách đo chính xác sự giảm độ sáng của sao khi nó bị Mặt Trăng che khuất (hoặc sự tăng độ sáng khi nó tái xuất hiện lại), đường kính góc của sao có thể tính toán ra được.
Các sao có kích thước từ 20 đến 40 km theo đường kính (sao neutron), đến sao khổng lồ như Betelgeuse trong chòm sao Lạp Hộ, với đường kính xấp xỉ lớn hơn 650 lần của Mặt Trời; hay 0,9 tỉ km. 

### Động học

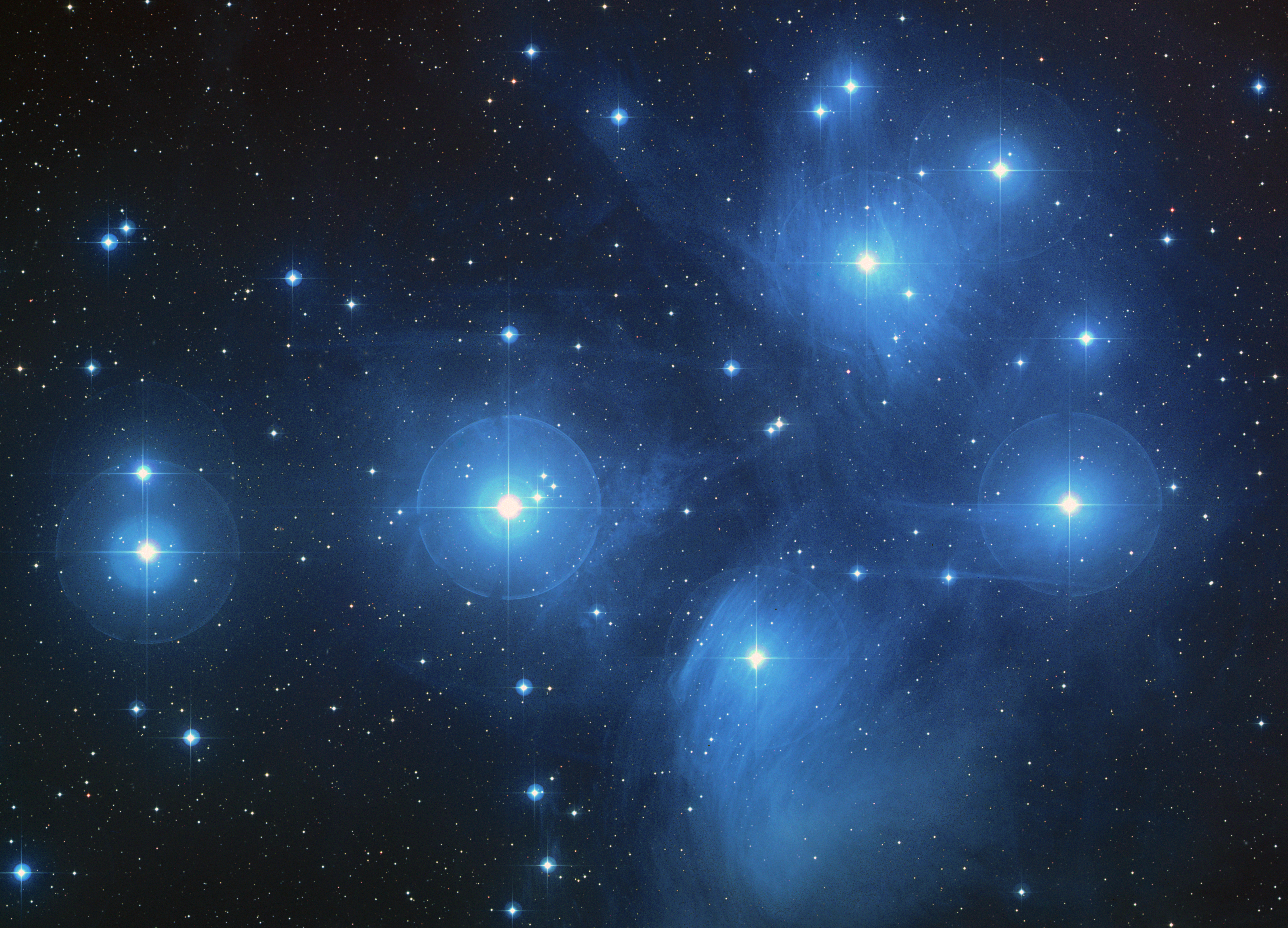
Tua Rua, một quần tinh mở trong chòm sao Kim Ngưu. Những ngôi sao này có chung chuyển động trong không gian. Ảnh của NASA.

Chuyển động của một sao tương đối đối với Mặt Trời có thể cung cấp thông tin hữu ích về nguồn gốc và độ tuổi của nó, cũng như về cấu trúc và sự tiến hoá xung quanh thiên hà. Các thành phần chuyển động của một ngôi sao bao gồm vận tốc xuyên tâm hướng vào hoặc ra xa Mặt Trời, và chuyển động góc ngang qua (gọi là chuyển động riêng.
Vận tốc xuyên tâm được đo bằng dịch chuyển Doppler của các vạch phổ của ngôi sao, tính theo đơn vị km/s. Chuyển động riêng của sao được xác định bằng các phép đo chính xác của trắc lượng học (astrometry), tính theo đơn vị mili-giây cung (mas) trên một năm. Bằng cách xác định thị sai của ngôi sao, chuyển động riêng của nó có thể đổi về đơn vị của vận tốc. Các sao có chuyển động riêng với tốc độ cao thì khá gần so với Mặt Trời, và là những ứng cử viên cho các phép đo thị sai.
Một khi các tốc độ của chuyển động được biết, vận tốc không gian của ngôi sao tương đối so với Mặt Trời hoặc so với thiên hà có thể tính ra được. Đối với những ngôi sao ở gần, người ta thấy rằng các sao loại I (population I) nói chung có vận tốc thấp hơn các sao già hơn – sao loại II (population II). Những sao loại II có quỹ đạo elip bị nghiêng so với mặt phẳng của thiên hà. Việc so sánh động học của các sao ở gần cũng dẫn đến việc xác định được các tập hợp sao (stellar association). Chúng là những nhóm sao có điểm chung về nguồn gốc trong các đám mây khí khổng lồ.

### Từ trường

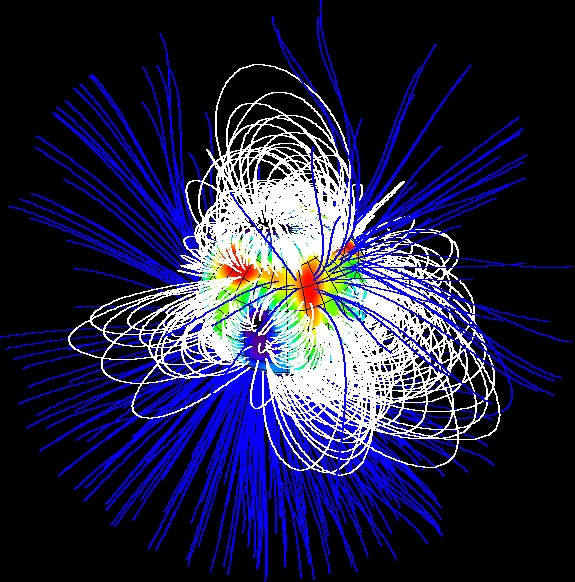
Bề mặt từ trường của sao SU Aur (một sao trẻ loại sao T Tauri), tạo dựng lại nhờ kĩ thuật tạo ảnh Zeeman-Doppler.

Từ trường của một ngôi sao được tạo ra từ những vùng bên trong sao nơi xảy ra những sự đối lưu tuần hoàn. Chuyển động của các plasma đối lưu này có chức năng giống như một máy phát điện (dynamo), tạo ra từ trường mở rộng ra bên ngoài ngôi sao. Cường độ của từ trường thay đổi theo khối lượng và thành phần hoá học của sao, và sự hoạt động của từ trường bề mặt phụ thuộc vào tốc độ quay của ngôi sao. Sự hoạt động của từ trường bề mặt tạo ra các vết sao (starspot), những vùng có từ trường mạnh và nhiệt độ bề mặt tại đấy thấp hơn những vùng lân cận. Vòng nhật hoa (coronal loop) là những cung từ trường vươn tới vành nhật hoa (corona) từ những vùng hoạt động. Chớp lửa sao (stellar flare) là những bùng nổ các hạt năng lượng cao được phát ra cũng từ các vùng từ trường hoạt động này.
Các sao trẻ, quay nhanh có xu hướng hoạt động bề mặt ở mức cao do từ trường của chúng. Tuy nhiên, từ trường có thể tác động ảnh hưởng lên gió sao, với chức năng giống như một cái phanh làm chậm dần tốc độ quay của ngôi sao khi ngôi sao dần già đi. Do vậy, những sao già hơn như Mặt Trời có tốc độ tự quay chậm đi rất nhiều và mức độ hoạt động bề mặt cũng thấp hơn. Các sao quay chậm có mức độ hoạt động giảm dần thay đổi theo chu kỳ và có thể ngừng hoạt động trong nhiều chu kỳ. Ví dụ, trong suốt thời kỳ yên tĩnh của nó (maunder minimum), Mặt Trời đi vào giai đoạn 70 năm không có hoạt động của vết đen Mặt Trời (sunspot).

### Khối lượng

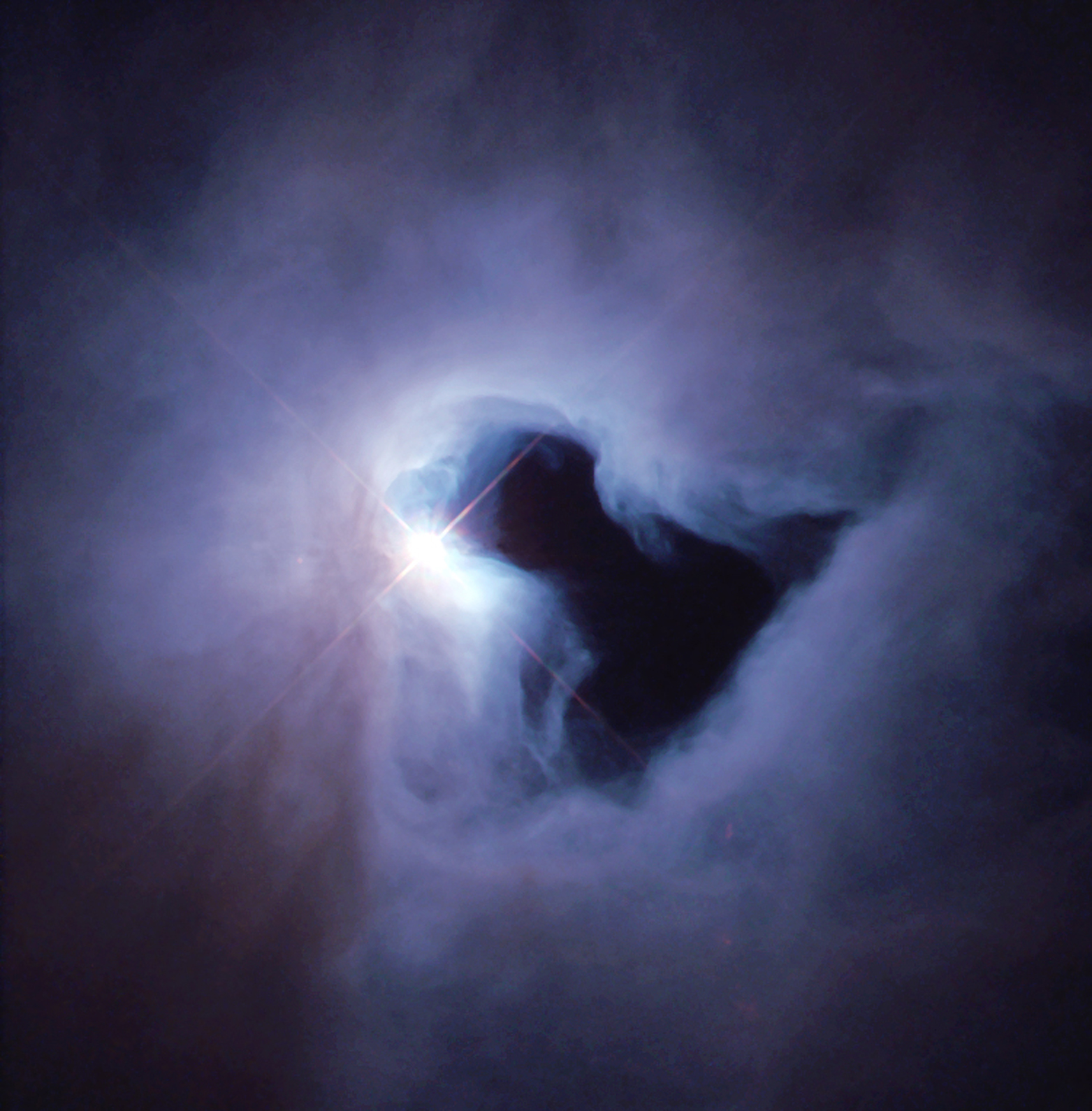
Tinh vân phản xạ NGC 1999 được chiếu sáng bởi sao V380 Orionis (ở tâm), một sao biến quang với khối lượng khoảng 3,5 lần khối lượng Mặt Trời. Phần màu đen trên hình là một lỗ trống khổng lồ trong không gian chứ không phải là một tinh vân tối như đã từng nghĩ trước đây. Ảnh của NASA

Một trong những ngôi sao có khối lượng lớn nhất được biết là Eta Carinae, với khối lượng bằng khoảng từ 100 đến 150 lần khối lượng của Mặt Trời; vì thế nó có thời gian sống rất ngắn, chỉ vài triệu năm tuổi. Một nghiên cứu gần đây về quần tinh cái Cung (Arches cluster) gợi ra rằng khối lượng 150 lần khối lượng Mặt Trời là giới hạn trên cho các ngôi sao trong kỷ nguyên hiện tại của vũ trụ. Lý do cho giới hạn trên về khối lượng vẫn chưa được biết một cách chính xác, nhưng một phần là do độ sáng Eddington (Eddington luminosity) mà cho phép lượng sáng lớn nhất có thể được truyền qua khí quyển của một ngôi sao mà không làm thổi các khí vào không gian. Tuy thế, một ngôi sao tên là R136a1 trong đám sao RMC 136a đã được đo với khối lượng là 265 lần khối lượng Mặt Trời, đã đặt ra một giói hạn trên về khối lượng của các ngôi sao.
Những ngôi sao đầu tiên hình thành sau Big Bang có thể có khối lượng lớn hơn, trên 300 lần khối lượng của Mặt Trời hoặc hơn nữa, do sự vắng mặt hoàn toàn của các nguyên tố nặng hơn lithium trong thành phần của chúng. Tuy thế, thế hệ các sao siêu khối lượng, sao loại III (population III), đã biến mất từ lâu và hiện tại chỉ là về lý thuyết.
Với khối lượng chỉ bằng 93 lần khối lượng của Mộc Tinh, AB Doradus C, một sao đồng hành của sao AB Doradus A, là ngôi sao nhỏ nhất được biết đến có xảy ra phản ứng tổng hợp hạt nhân tại lõi. Đối với các sao có tính kim loại (metallicity) như Mặt Trời, theo lý thuyết hiện nay thì khối lượng nhỏ nhất đủ để một ngôi sao thực hiện được phản ứng tổng hợp tại lõi được ước tính vào khoảng 75 lần khối lượng của Sao Mộc. Tuy nhiên, khi thành phần kim loại (metallicity) rất thấp, một nghiên cứu gần đây về các sao mờ nhất cho thấy khối lượng sao tối thiểu là bằng 8,3%, hay khoảng 87 lần khối lượng Sao Mộc. Các thiên thể nhỏ hơn gọi là các sao lùn nâu, hiện tại vẫn chưa có định nghĩa rõ ràng giữa chúng và các hành tinh khí khổng lồ.
Sự kết hợp giữa bán kính và khối lượng của sao cho phép xác định được hấp dẫn tại bề mặt của ngôi sao. Các ngôi sao khổng lồ có hấp dẫn tại bề mặt thấp hơn nhiều so với các sao ở dải chính, và ngược lại đối với các sao thoái hoá, sao đặc như các sao lùn trắng. Hấp dẫn tại bề mặt có thể ảnh hưởng đến quang phổ biểu kiến của ngôi sao, với hấp dẫn bề mặt lớn hơn sẽ làm cho các vạch hấp thụ trở lên rộng ra.

### Sự tự quay

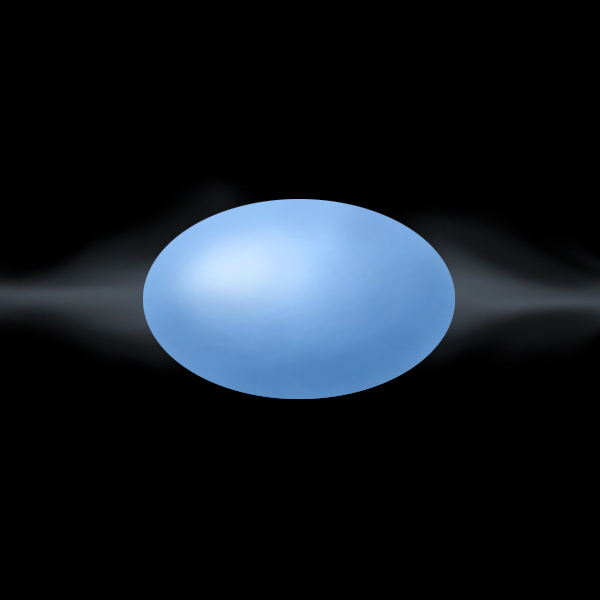
Hình dạng bầu dục của sao Achernar (α Eridani) do sự tự quay quá nhanh của nó.

Tốc độ quay của các sao có thể tìm được xấp xỉ thông qua đo đạc quang phổ, hoặc xác định chính xác hơn bằng cách theo dõi sự quay của các vết sao (starspot). Những ngôi sao trẻ có tốc độ quay rất nhanh, trên 100 km/s tại xích đạo. Như sao loại B Achernar có vận tốc quay tại xích đạo vào khoảng 225 km/s hoặc lớn hơn, khiến cho đường kính tại xích đạo của nó lơn hơn 50% khoảng cách giữa hai cực. Tốc độ quay này nhỏ hơn giới hạn 300 km/s, khi quay đến gần vận tốc giới hạn này ngôi sao sẽ bị phá vỡ ra. Ngược lại, Mặt Trời chỉ quay một vòng với chu kỳ 25 đến 35 ngày, với vận tốc tại xích đạo bằng 1,994 km/s. Từ trường của sao và gió sao cũng làm chậm tốc độ quay của các sao ở dải chính một lượng rõ rệt khi sao tiến hoá trên dải chính.
Các sao thoái hoá (degenerate star) bị co lại thành thiên thể đặc, khiến cho tốc độ quay của chúng tăng lên. Tuy nhiên tốc độ quay của chúng tương đối thấp so với mong đợi khi chúng ta áp dụng định luật bảo toàn momen góc; đó là tốc độ quay của thiên thể bù lại cho sự co về kích thước bằng cách tăng tốc độ tự quay của nó. Có thể một phần lớn momen góc của ngôi sao bị tiêu tan do gió sao làm mất một phần khối lượng của nó. Mặc dù vậy, tốc độ quay của một sao xung vẫn rất nhanh. Sao xung tại tâm của tinh vân Con Cua quay nhanh 30 vòng trong một giây. Và tốc độ quay của sao xung cũng chậm dần do sự phát ra các bức xạ.

### Nhiệt độ
Nhiệt độ tại bề mặt của một sao ở dải chính được xác định bằng tốc độ sản sinh năng lượng tại lõi và bán kính của sao, và thông thường được ước lượng từ chỉ số màu của sao. Thông thường nhiệt độ bề mặt của ngôi sao được cho theo nhiệt độ hiệu quả, là nhiệt độ của một vật đen lý tưởng mà phát ra năng lượng tại cùng một độ trưng trên diện tích bề mặt của sao. Chú ý rằng nhiệt độ hiệu quả chỉ là một giá trị đại diện, và thực tế ngôi sao có gradient nhiệt độ giảm theo sự tăng khoảng cách từ lõi. Nhiệt độ tại vùng lõi của sao là khoảng vài triệu kelvin.
Từ nhiệt độ của sao sẽ xác định được tốc độ năng lượng hoá hoặc ion hoá của các nguyên tố khác nhau, thể hiện kết quả trong đặc trưng của các vạch hấp thụ trong quang phổ. Nhiệt độ bề mặt của sao, cùng với độ sáng biểu kiến tuyệt đối và các đặc trưng của vạch hấp thụ trong quang phổ, thường được sử dụng để phân loại sao (xem phân loại bên dưới).
Các sao khối lượng lớn ở dải chính có nhiệt độ bề mặt lên tới 50.000 K. Các sao nhỏ hơn như Mặt Trời có nhiệt độ 6000 K. Những sao khổng lồ đỏ có nhiệt độ bề mặt tương đối thấp vào khoảng 3.600 K, nhưng chúng cũng có độ trưng tương đối lớn do diện tích mặt ngoài lớn.

## Bức xạ
Năng lượng được sản xuất ra bởi sao, là sản phẩm của phản ứng tổng hợp hạt nhân, bức xạ vào trong không gian bằng cả bức xạ điện từ và bức xạ hạt. Ngôi sao phát ra bức xạ hạt cũng chính là gió Sao Thổi vào không gian (tồn tại như là một dòng các hạt tích điện ổn định, như proton, hạt anpha, và hạt beta, thoát ra từ các lớp ngoài cùng của sao) và dòng ổn định các hạt neutrino thoát ra từ lõi sao.
Sản phẩm năng lượng tại lõi cũng là nguyên nhân tại sao ngôi sao chiếu sáng: mỗi lần hai hoặc nhiều hơn hạt nhân nguyên tử của một nguyên tố tổng hợp với nhau để tạo thành một hạt nhân của nguyên tố mới nặng hơn, các photon tia gamma được giải phóng từ phản ứng tổng hợp hạt nhân. Năng lượng này được biến đổi thành các dạng năng lượng điện từ khác, bao gồm ánh sáng khả kiến, theo thời gian chúng truyền đến các lớp bên ngoài của sao.
Màu sắc của một sao, được xác định bởi đỉnh tần số của ánh sáng khả kiến, phụ thuộc vào nhiệt độ các lớp ngoài cùng của ngôi sao, bao gồm quang quyển của nó. Bên cạnh ánh sáng khả kiến, ngôi sao cũng phát ra các dạng bức xạ điện từ không nhìn thấy được bằng mắt thường. Thực tế bức xạ điện từ phát ra từ ngôi sao trải rộng trên toàn phổ điện từ, từ bước sóng dài nhất là sóng radio, hồng ngoại cho đến bước sóng ngắn nhất như tia tử ngoại, tia X, và tia gamma. Mọi bước sóng bức xạ điện từ của ngôi sao, cả nhìn thấy và không nhìn thấy, đều có ý nghĩa quan trọng.
Sử dụng phổ của ngôi sao, các nhà thiên văn cũng xác định được nhiệt độ bề mặt, hấp dẫn tại bề mặt, tính kim loại (metallicity) và vận tốc tự quay của sao. Nếu biết được khoảng cách đến ngôi sao, như đo bằng thị sai, thì sẽ suy ra được độ trưng của nó. Khối lượng, bán kính, hấp dẫn tại bề mặt, và chu kỳ quay từ đó có thể ước lượng được trên cơ sở của mô hình sao. Khối lượng có thể đo được một cách trực tiếp đối với những sao trong hệ sao đôi. Kĩ thuật vi thấu kính hấp dẫn cũng dùng để xác định khối lượng của ngôi sao. Với những tham số này, các nhà thiên văn cũng ước lượng được độ tuổi của sao.

### Độ sáng
Trong thiên văn học, độ sáng là lượng ánh sáng, và những dạng năng lượng bức xạ khác, mà ngôi sao phát ra trên một đơn vị thời gian. Độ sáng của sao được xác định nhờ bán kính và nhiệt độ bề mặt của nó. Người ta đã chứng minh rằng, với giả sử chấp nhận được đó là ngôi sao là vật đen, thì độ sáng {\displaystyle L} được liên hệ với nhiệt độ {\displaystyle T} và bán kính {\displaystyle R} của ngôi sao theo phương trình: {\displaystyle L=4\pi R^{2}\sigma T^{4}\,}với σ là hằng số Stefan-Boltzmann 5,67×10−8 W·m−2·K−4. Tuy nhiên, do nhiều ngôi sao không phát ra thông lượng đều đặn—lượng năng lượng phát ra trên một đơn vị diện tích—thông qua toàn bộ bề mặt của nó. Ví dụ như sao có tốc độ quay nhanh như Vega có thông lượng năng lượng cao hơn tại cực so với dọc đường xích đạo.
Những vùng bề mặt với nhiệt độ và độ sáng trung bình thấp hơn được gọi là vết đen (sunspot, hay starspot). Những ngôi sao nhỏ, lùn như Mặt Trời nói chung về cơ bản chỉ xuất hiện những vết đen nhỏ. Đối với những sao lớn hơn có những vết đen lớn hơn, rõ ràng hơn, và chúng cũng thể hiện rất rõ những quầng sao tối (stellar limb darkening). Theo đó, độ trắng (brightness) giảm khi đi từ tâm đĩa sao về phía rìa của đĩa. Các sao lùn đỏ bừng sáng (flare star) như sao UV Ceti cũng chứa những đặc điểm về các vết đen điển hình.

### Cấp sao
Độ trắng (brightness) biểu kiến của một ngôi sao được đo bằng cấp sao biểu kiến của nó, đó là độ trắng của sao theo độ sáng của nó, với khoảng cách tính từ Trái Đất, và ánh sáng của ngôi sao bị thay đổi khi nó truyền qua khí quyển của Trái Đất. Cấp sao tuyệt đối hay nội tại có liên quan trực tiếp đến độ sáng của sao và đo bằng cấp sao biểu kiến với khoảng cách quy ước từ Trái Đất đến ngôi sao là 10 parsec (32,6 năm ánh sáng).
| Cấp sao biểu kiến | Số Ngôi sao |
| ----------------- | ----------- |
| 0                 | 4           |
| 1                 | 15          |
| 2                 | 48          |
| 3                 | 171         |
| 4                 | 513         |
| 5                 | 1,602       |
| 6                 | 4,800       |
| 7                 | 14,000      |

Cả hai thang đo cấp sao biểu kiến và cấp sao tuyệt đối đều theo đơn vị logarit: hiệu của một đơn vị cấp sao bằng với sự biến thiên độ trắng khoảng 2,5 lần (là căn bậc 5 của 100 hay xấp xỉ 2,512). Điều này có nghĩa là ngôi sao có cấp sao (+1,00) thì sáng hơn 2,5 lần ngôi sao có cấp sao (+2,00), và xấp xỉ 100 lần sáng hơn ngôi sao có cấp sao (+6,00). Những ngôi sao mờ nhất có thể quan sát bằng mắt thường trong điều kiện tốt có cấp sao khoảng +6.
Trên cả hai thang đo cấp sao tuyệt đối và biểu kiến, số cấp sao nhỏ hơn, tương ứng với ngôi sao sáng hơn; số cấp sao lớn hơn, tương ứng với ngôi sao mờ hơn. Những sao sáng nhất, trên một hoặc hai thang đo, có cấp sao âm. Biến thiên về độ trắng (ΔL) giữa hai ngôi sao được tính toán bằng cách lấy số cấp sao của ngôi sao sáng hơn (mb) trừ đi số cấp sao của ngôi sao mờ hơn (mf), sau đó lấy hiệu là số mũ với cơ số 2,512; viết theo công thức là:
{\displaystyle \Delta {m}=m_{\mathrm {f} }-m_{\mathrm {b} }}
{\displaystyle 2,512^{\Delta {m}}=\Delta {L}}
Liên quan đến cả độ sáng và khoảng cách đến Trái Đất, đối với một ngôi sao cấp sao tuyệt đối (M) và cấp sao biểu kiến (m) không tương đương với nhau; ví dụ, ngôi sao Sirius có cấp sao biểu kiến là –1,44, nhưng nó lại có cấp sao tuyệt đối là +1,41. Gọi r (parsec) là khoảng cách từ ngôi sao đến Trái Đất, thì công thức liên hệ giữa cấp sao tuyệt đối M và cấp sao biểu kiến m là: M = m + 5 – 5log(r).
Mặt Trời có cấp sao biểu kiến là −26,7, nhưng cấp sao tuyệt đối chỉ là +4,83. Sirius, ngôi sao sáng nhất trên bầu trời đêm khi nhìn từ Trái Đất, có độ sáng xấp xỉ gấp 23 lần Mặt Trời, trong khi Canopus, ngôi sao sáng thứ hai trên bầu trời đêm có cấp sao tuyệt đối là −5,53, và độ sáng của nó xấp xỉ gấp 14.000 lần độ sáng của Mặt Trời. Mặc dù Canopus có độ sáng lớn hơn Sirius rất nhiều lần, nhưng Sirius lại hiện lên sáng hơn Canopus. Điều này là do khoảng cách từ Sirius đến Trái Đất chỉ là 8,6 năm ánh sáng, còn Canopus nằm cách xa hơn nhiều lần, với khoảng cách 310 năm ánh sáng.
Cho đến năm 2006, ngôi sao có cấp sao tuyệt đối cao nhất là LBV 1806-20, với cấp sao −14,2. Nó có độ trưng cao gấp 5.000.000 lần Mặt Trời. Các sao có độ trưng thấp nhất được biết đến là các sao nằm trong đám NGC 6397. Sao lùn đỏ trong đám có cấp sao là +26, và sao lùn trắng với cấp sao +28 cũng đã được phát hiện. Những ngôi sao này rất mờ đến nỗi ánh sáng của chúng chỉ như những ngọn nến sinh nhật đặt trên Mặt Trăng khi nhìn từ Trái Đất.

## Phân loại
| Loại sao | Nhiệt độ         | Ví dụ            |
| -------- | ---------------- | ---------------- |
| O        | 33.000 K trở lên | Zeta Ophiuchi    |
| B        | 10.500–30.000 K  | Rigel            |
| A        | 7.500–10.000 K   | Altair           |
| F        | 6.000–7.200 K    | Procyon A        |
| G        | 5.500–6.000 K    | Mặt trời         |
| K        | 4.000–5.250 K    | Epsilon Indi     |
| M        | 2.600–3.850 K    | Proxima Centauri |

Hệ thống phân loại sao hiện tại có nguồn gốc từ đầu thế kỷ XX, khi các sao được phân loại từ A đến Q trên cơ sở cường độ của vạch hydro trong quang phổ. Thời điểm đó người ta vẫn chưa biết rõ nguyên nhân ảnh hưởng lớn đến cường độ của vạch quang phổ là do nhiệt độ; cường độ vạch hydro đạt đỉnh tại nhiệt độ trên 9.000 K, và nó trở lên yếu hơn tại cả nhiệt độ thấp hơn và cao hơn. Khi sự phân loại được sắp xếp lại theo thứ tự nhiệt độ, nó trở lên gần giống với biểu đồ của hiện đại.
Có các chữ cái đơn khác nhau cho sự phân loại sao tuân theo phổ của chúng, xếp từ loại O, đối với sao rất nóng, đến M, đối với sao rất lạnh mà các phân tử có thể hình thành trong khí quyển của chúng. Những phân loại sao chính theo thứ tự giảm dần của nhiệt độ bề mặt là: O, B, A, F, G, K, và M hay thường còn được gọi là (Oh Be A Fine Girl Kiss Me). Có những kiểu phổ rất hiếm gặp cũng được phân loại đặc biệt. Những loại này thường là kiểu L và T, tương ứng với phân loại các sao rất lạnh khối lượng nhỏ và sao lùn nâu. Mỗi một kiểu chia làm 10 kiểu nhỏ, đánh số từ 0 đến 9, theo thứ tự giảm dần nhiệt độ. Tuy thế, hệ thống phân loại này bị phá vỡ tại những nhiệt độ rất cao: lớp sao O0 và O1 có thể không tồn tại.
Ngoài ra, các sao có thể được phân loại theo hiệu ứng độ trưng được tìm thấy trong các vạch phổ của chúng, nó tương ứng với kích cỡ của sao và xác định bởi hấp dẫn tại bề mặt. Phân loại sắp xếp từ 0 (sao siêu khổng lồ) qua III (sao khổng lồ) đến V (sao lùn ở dải chính); một số tác giả thêm vào VII (sao lùn trắng). Hầu hết các sao thuộc vào dải chính, mà bao gồm các sao thông thường đốt cháy hydro. Chúng sắp xếp thành một dải chéo, hẹp khi ta vẽ lên biểu đồ theo cấp sao biểu kiến và kiểu phổ của chúng. Mặt Trời của chúng ta là một sao lùn vàng ở dải chính, được phân loại là G2V, có nhiệt độ bề mặt trung bình và kích cỡ thông thường.
Ngoài những ký hiệu phân loại như trên, người ta còn thêm các chữ ở dưới các ký hiệu đó để cho biết những dị thường trong phổ của các sao. Ví dụ, ký tự "e" có thể ám chỉ sự có mặt của các vạch phát xạ; "m" đại diện cho mức kim loại rất mạnh không thông thường, và "var" có nghĩa là sự biến thiên trong kiểu phổ.
Các sao lùn trắng còn có phân loại riêng dành cho chúng với bắt đầu bằng chữ cái D. Sau đó được chia ra thành các lớp DA, DB, DC, DO, DZ, và DQ, phụ thuộc vào những vạch điển hình được tìm thấy trong phổ của chúng. Điều này cho suy ra được một giá trị số ám chỉ bởi chỉ số nhiệt độ.

## Sao biến quang

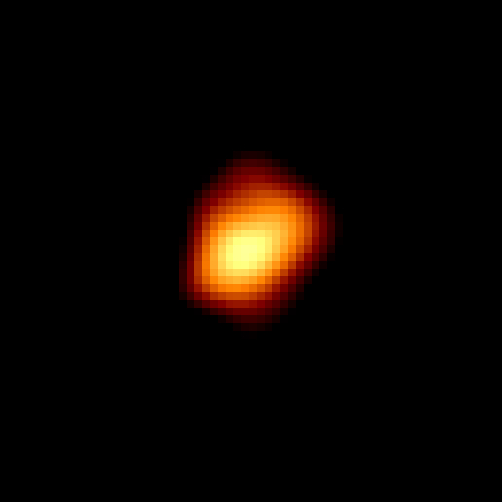
Hình dạng bất đối xứng của Mira, một sao biến quang dao động. ảnh của Hubble, NASA - ES A

Các sao biến quang là những sao có độ sáng thay đổi ngẫu nhiên hay tuần hoàn bởi vì những tính chất nội tại của chúng hoặc do tác động của bên ngoài. Về bản chất đối với các sao biến quang, chúng có thể được chia ra làm ba nhóm chính.
Trong quá trình tiến hoá của ngôi sao, một số sao trải qua giai đoạn mà chúng trở thành các sao biến quang co giãn (pulsating variable star). Sao biến quang co giãn thay đổi bán kính và độ sáng theo thời gian, mở rộng hay co lại theo các chu kỳ từ vài phút đến vài năm, phụ thuộc vào kích thước của sao. Phân loại theo kiểu này gồm sao biến quang Cepheid và những sao kiểu Cepheid, và những sao biến quang chu kỳ lớn như sao Mira.
Các sao biến quang bùng phát (eruptive variable) là những sao bất thình lình tăng độ sáng của nó lên do những sự kiện như chớp lửa (flare) hay sự phóng một lượng lớn các hạt vào không gian. Những nhóm này bao gồm các tiền sao, sao Wolf-Rayet, sao bùng sáng (flare star), cũng như các sao khổng lồ và siêu khổng lồ.
Những sao biến quang kiểu nổ tung (explosive) hay biến động lớn (cataclysmic) trải qua sự thay đổi lớn về tính chất của chúng. Nhóm này bao gồm các sao mới (nova) và các siêu tân tinh. Một hệ sao đôi có một sao lùn trắng có thể tạo ra những vụ nổ sao lớn kiểu này, gồm sao mới và siêu tân tinh kiểu Ia. Vụ nổ được tạo ra khi sao lùn trắng bồi tụ hydro từ sao đồng hành, tăng dần khối lượng của nó cho đến khi xảy ra phản ứng tổng hợp hydro. Một số sao mới cũng có những vụ nổ mang tính tuần hoàn, lặp lại với biên độ trung bình.
Nhiều sao cũng thay đổi độ sáng do những nguyên nhân bên ngoài, như sự che khuất trong hệ sao đôi, cũng như các sao quay nhanh với những vết đen (starspot) lớn trên nó. Một ví dụ nổi bật về sự che khuất trong hệ sao đôi đó là hệ sao Algol, nó biến đổi cấp sao một cách đều đặn từ 2,3 đến 3,5 trong chu kỳ 2,87 ngày.

## Cấu trúc
Phần bên trong của một sao ổn định tuân theo trạng thái cân bằng thủy tĩnh: các lực tác động vào một thể tích nhỏ bất kỳ được cân bằng chính xác với nhau. Những lực cân bằng bao gồm lực hấp dẫn hướng vào trong và lực hướng ra ngoài là gradient áp suất bên trong ngôi sao. Gradient áp suất được thiết lập nên bởi gradient nhiệt độ của plasma; phần bên ngoài của sao thì lạnh hơn phần bên trong lõi. Nhiệt độ tại lõi của một sao ở dải chính hoặc sao khổng lồ là ít nhất vào khoảng vài chục triệu K. Hệ quả là nhiệt độ và áp suất tại lõi đốt cháy hydro của sao ở dải chính là đủ cho phản ứng tổng hợp hạt nhân diễn ra và đủ để tạo ra năng lượng chống lại sự suy sụp của ngôi sao.
Khi hạt nhân nguyên tử được tổng hợp tại lõi, chúng phát ra năng lượng dưới dạng các tia gamma. Những photon này tương tác với plasma xung quanh, làm tăng thêm nhiệt năng tại lõi. Các ngôi sao ở dải chính biến đổi hydro thành heli qua phản ứng tổng hợp, tạo ra tỷ lệ tăng ổn định, chậm chạp của heli tại lõi. Thậm chí cho đến khi nguyên tố heli chiếm đa số và sự sinh năng lượng bị ngừng hẳn tại lõi. Quả thực, đối với các ngôi sao nặng hơn 0,4 lần khối lượng Mặt Trời, sự tổng hợp diễn ra chậm dần trong lớp vỏ nở rộng xung quanh lõi heli thoái hoá (degenerate).
Ngoài cân bằng thủy tĩnh, phần bên trong của một ngôi sao ổn định cũng duy trì sự cân bằng năng lượng về nhiệt lượng. Có một gradient nhiệt độ xuyên tâm trên toàn bộ phần bên trong sao cho tạo ra một thông lượng năng lượng theo đó hướng ra bên ngoài. Thông lượng năng lượng hướng ra ngoài thoát ra từ một lớp bên trong bất kỳ của ngôi sao bằng một cách chính xác thông lượng năng lượng từ lớp phía dưới hướng vào lớp đó.

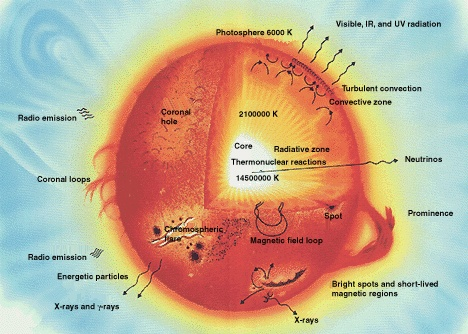
Biểu đồ mặt cắt của một ngôi sao ở dải chính. Ảnh của NASA

Đới bức xạ là vùng bên trong ngôi sao nơi sự truyền bức xạ diễn ra đủ hữu hiệu để duy trì thông lượng năng lượng. Trong vùng này, plasma sẽ không bị xáo trộn và không tồn tại một chuyển động lớn nào của vật chất. Tuy nhiên, nếu điều này không đúng, thì plasma sẽ trở lên không ổn định và sự đối lưu diễn ra, tạo ra đới đối lưu. Điều này có thể xảy ra, ví dụ, trong vùng xuất hiện những thông lượng năng lượng rất cao, như gần tại lõi hoặc trong những vùng có độ mờ đục quang học cao như lớp vỏ bên ngoài.
Việc xảy ra sự đối lưu trong lớp vỏ bên ngoài của một sao ở dải chính phụ thuộc vào khối lượng của ngôi sao. Các sao với khối lượng một vài lần khối lượng Mặt Trời có đới đối lưu sâu bên trong cấu trúc của sao và một đới bức xạ ở những lớp phía bên ngoài. Những ngôi sao nhỏ hơn như Mặt Trời lại ngược lại, chúng có đới đối lưu nằm ở những lớp bên ngoài. Những sao lùn đỏ với khối lượng nhỏ hơn 0,4 lần khối lượng Mặt Trời thì sự đối lưu xảy ra trong toàn bộ ngôi sao và ngăn cản sự tích tụ thành một lõi heli. Đối với hầu hết các sao, những đới đối lưu sẽ luôn thay đổi theo thời gian khi ngôi sao trở lên già hơn và cấu trúc bên trong của sao bị thay đổi theo.
Phần của ngôi sao hiện lên trước mắt một người quan sát được gọi là quang quyển. Đây là lớp mà tại đó plasma của sao trở lên trong suốt đối với photon của ánh sáng. Từ vùng này, năng lượng được tạo ra ở lõi được tự do lan truyền vào không gian. Trong quang quyển có những vùng gọi là vết đen Mặt Trời (sun spot), đó là những vùng với nhiệt độ trung bình thấp hơn xuất hiện trên quang quyển.
Bên trên quang quyển là khí quyển của ngôi sao. Đối với các sao ở dải chính như Mặt Trời, đới thấp nhất bên trong khí quyển là vùng sắc quyển mỏng, nơi các tai lửa (spicule) xuất hiện và chớp lửa của sao (flare star) hình thành. Vùng này được bao bọc xung quanh bởi một vùng chuyển tiếp, nơi nhiệt độ tăng lên một cách nhanh chóng chỉ trong khoảng cách độ cao 100 km. Bên ngoài vùng này nữa gọi là quầng (corona) hay đối với Mặt Trời gọi là vành nhật hoa, một vùng với thể tích plasma siêu nóng và có thể mở rộng ra ngoài không gian hàng triệu km. Sự tồn tại của quầng dường như độc lập với đới đối lưu ở những lớp bên ngoài của sao. Và mặc dù nó có nhiệt độ rất cao, quầng phát ra rất ít ánh sáng. Vùng quầng của Mặt Trời thường chỉ có thể nhìn thấy được trong quá trình nhật thực.
Từ vùng quầng này, gió sao chứa các hạt plasam mở rộng ra bên ngoài từ ngôi sao, lan truyền cho đến tận khi nó tương tác với môi trường liên sao. Đối với Mặt Trời, sự ảnh hưởng của gió Mặt Trời mở rộng ra tận đến vùng có hình dạng bong bóng của nhật quyển (heliosphere).

## Chu trình phản ứng tổng hợp hạt nhân
Có nhiều phản ứng tổng hợp hạt nhân khác nhau diễn ra ở bên trong lõi các sao, phụ thuộc vào khối lượng và thành phần của ngôi sao, gọi chung là phản ứng tổng hợp hạt nhân sao. Khối lượng tổng cộng của các hạt nhân nguyên tử sau phản ứng tổng hợp nhỏ hơn tổng khối lượng các hạt tham gia phản ứng. Khối lượng bị mất này được giải phóng dưới dạng năng lượng điện từ, tuân theo nguyên lý sự tương đương khối lượng – năng lượng E = mc².
Quá trình tổng hợp hydro là một quá trình nhạy với nhiệt độ, chỉ cần nhiệt độ tăng trung bình trong lõi sẽ làm cho tốc độ phản ứng tổng hợp tăng lên rất lớn. Vì vậy nhiệt độ trong lõi của các sao ở dải chính thay đổi từ 4 triệu K đối với các sao lớp M đến 40 triệu K đối với các sao lớp O.
Trong Mặt Trời, với nhiệt độ tại lõi khoảng 10 triệu K, các hạt nhân hydro tổng hợp với nhau để tạo ra heli trong chuỗi phản ứng proton - proton:
41H → 22H + 2e+ + 2νe (4.0 MeV + 1.0 MeV)
21H + 22H → 23He + 2γ (5.5 MeV)
23He → 4He + 21H (12.9 MeV)
với e+ là hạt positron, γ là hạt photon tia gamma, νe là hạt neutrino, và H và He tương ứng là các đồng vị của hydro và heli. Năng lượng được giải phóng trong phản ứng này lên tới hàng triệu electron vôn, là nhỏ nếu chỉ tính riêng từng phản ứng một. Tuy nhiên bên trong Mặt Trời vô số các phản ứng này diễn ra liên tục, tạo ra đủ năng lượng cần thiết để duy trì cho sự bức xạ của ngôi sao ra bên ngoài.
| Nguyên tố | Khối lượng Mặt Trời |
| --------- | ------------------- |
| Hydro     | 0.01                |
| Heli      | 0.4                 |
| Cacbon    | 5                   |
| Neon      | 8                   |

Trong những ngôi sao nặng hơn, heli được tạo ra trong một chu trình phản ứng có cacbon tham gia làm chất xúc tác— chu trình cacbon-nitơ-oxy.
Trong những sao đã tiến hoá với lõi có nhiệt độ 100 triệu K và khối lượng từ 0,5 đến 10 lần khối lượng Mặt Trời, heli có thể biến đổi thành cacbon trong quá trình ba-alpha (triple-alpha process) với nguyên tố trung gian là beryli:
4He + 4He + 92 keV → 8*Be
4He + 8*Be + 67 keV → 12*C
12*C → 12C + γ + 7.4 MeV
Đối với toàn bộ phản ứng:
34He → 12C + γ + 7.2 MeV
Trong các sao có khối lượng lớn, những nguyên tố nặng hơn cũng có thể bị đốt cháy trong lõi đang co lại thông qua quá trình đốt cháy neon và quá trình đốt cháy oxy. Giai đoạn cuối cùng trong quá trình tổng hợp hạt nhân sao là quá trình đốt cháy silic với sản phẩm tạo ra là đồng vị bền sắt-56. Phản ứng tổng hợp không thể tiếp tục diễn ra đối với sắt nữa ngoại trừ quá trình thu nhiệt, và năng lượng chỉ có thể được sản sinh ra là nhờ sự suy sụp hấp dẫn.
Ví dụ bên dưới cho thấy khoảng thời gian cần thiết cho một ngôi sao có khối lượng 20 lần khối lượng Mặt Trời có thể tiêu thụ hết toàn bộ nhiên liệu hạt nhân của nó. Là một sao lớp O thuộc dải chính, nó có đường kính gấp 8 lần đường kính Mặt Trời và có độ trưng gấp 62.000 lần độ trưng của Mặt Trời.
| Nguyên vật liệu | Nhiệt độ (triệu kelvin) | Mật độ (kg/cm³) | Thời gian đốt cháy (τ theo năm) |
| --------------- | ----------------------- | --------------- | ------------------------------- |
| H               | 37                      | 0,0045          | 8,1 triệu                       |
| He              | 188                     | 0,97            | 1,2 triệu                       |
| C               | 870                     | 170             | 976                             |
| Ne              | 1.570                   | 3.100           | 0,6                             |
| O               | 1.980                   | 5.550           | 1,25                            |
| S/Si            | 3.340                   | 33.400          | 0,0315                          |